# Пам'ятники Ужгорода
Нижче наведений список пам'ятників Ужгорода, обласного центру Закарпатської області.

## Пам'ятники
| Фото | Назва | Розташування | Інформація про пам'ятник |
| ---- | --- | --- | --- |
|      | Пам'ятник Марії-Терезії                                                                                            | Сквер Марії-Терезії, вулиця Капітульна, 4а/6                                                                                   | Ініціатором відкриття пам'ятника стала родина Панових та Мукачівська греко-католицька єпархія на чолі з єпископом Міланом Шашіком, який провів обряд освячення. Скульптура роботи архітектора Богдана Томашевського. Матеріал - бронза. |
|      | Памятник Томашу Масарику                                                                                           | вулиця Гойди, 30 | Бронзовий бюст президенту Чехословацької Республіки Томашу Масарику, до складу якої у 1920—1939 роках входил Закарпаття, встановлений 2002 р. Скульптор — Йозеф Вайце. |
|      | Памятник Мілану Растіславу Штефанику                                                                               | площа Дружби Народів, біля транспортного мосту ім. Т. Масарика                                                                 | В сквері на площі Дружби Народів, відразу за автобусною зупинкою встановлено пам'ятник Генералу Мілану Растіславу Штефанику, який був засновником Чехословацької республіки, видатним вченим, відомим політичним діячем, астрономом, військовим міністром. Растіслав Штефанік був вірним соратником Томаша Гарріга Масарика, сквер і погруддя якого знаходяться поруч, з боку набережної Незалежності. Поруч розташоване Генеральне консульство Словацької республіки. Скульптор Василь Роман. |
|      | Пам'ятник Августину Волошину                                                                                       | Набережна Незалежності | Бронзовий пам'ятник президенту Карпатської України Августину Волошину, встановлений 2002 р. Він створений рукою скульптора М. Михайлюка, але дехто вказує на В. Олашина. Надпис на пам'ятнику це спростовує. Над пам'ятником також працював архітектор П. Гайович. |
|      | Пам'ятник Габору Дойку                                                                                             | Палісадник хімічного факультету держуніверситету, вул. Фединця, 53                                                             | У сквері навпроти входу в УжНУ 3 жовтня 1909 року було встановлено перший в місті пам'ятник угорському поету Габору Дойку (1769—1796), який неповний рік викладав в Ужгородській гімназії, тяжко захворів і несподівано швидко помер, був похований на Кальварії. В радянський час, погруддя зберігалося у краєзнавчому музеї до 1994 року. Скульптуру виготовив ужгородський художник Едмунд Самовольский. Матеріал: мармур, бетон. |
|      | Пам'ятник Олександру Духновичу                                                                                     | Київська набережна. На площі перед входом до обласного музичного драмтеатру ім. братів Шерегіїв                                | Відлитий у бронзі монумент Олександру Духновичу. Встановлений в 1998 р. Автор — М. Белень. |
|      | Пам'ятник Тарасові Шевченку                                                                                        | Народна площа в центральній частині міста                                                                                      | Бронзово-андезитовий пам'ятник Тарасу Шевченку в партерному сквері неподалік обласної державної адміністрації встановлений 9 березня 1999 р., в день 185-ї річниці від дня народження поета. Скульптор — М. Михайлюк та архітектор В. Лезу, а ініціатором його створення виступила громадськість, котра за сприяння обласної державної адміністрації, обласної ради, Ужгородського міськвиконкому, Ужгородської райдержадміністрації та завдяки ряду пожертв понад 200 підприємств, установ, організацій, 129 навчальних закладів і 80 окремих громадян області спромоглася зібрати кошти на його відкриття. |
|      | Пам'ятник Шандору Петефі                                                                                           | Сквер на площі Шандора Петефі                                                                                                  | Встановлено бронзовий пам'ятник Шандору Петефі у 1990 році. Автор — Ференц Бені. |
|      | Памятник Євгену Фенцику                                                                                            | біля облфілармонії в однойменному парку на пл. Є. Фенцика (поруч з пл. Театральна).                                            | Попри активну релігійну та політичну діяльність Євгена Фенцика, його бюст пережив всі режими, які пройшли Ужгородом. Автор — Олена Мондич-Шиналі. Урочисте відкриття пам'ятника з мармуру та вапняка відбулось 16 травня 1926 р. |
|      | Пам'ятник Ігнатію Рошковичу                                                                                        | Театральна площа | Урочисте відкриття пам'ятника художнику Ігнатію Рошковичу відбулося 19 листопада 2012 року. На відкритті пам'ятника були представники творчої еліти міста, автор скульптури Михайло Колодко та генеральний консул консульства Угорщини в Ужгороді Йожеф Бочкаї. Скульптуру розмістили біля сходів на перетині площі Театральної та сучасної набережної Незалежності, яка за часів Австро-Угорщини носила ім'я митця. Ідентичний пам'ятник було презентовано в Будапешті, що підкреслює культурний та історичний зв'язок між Будапештом та Ужгородом. Символічно є також те, що обидві скульптури встановлені на набережних (одна на набережній Дунаю, інша на набережній Ужа). У обох на мольберті роботи з видом на головні мости — пішохідний міста Ungvar, та знаменитий будапештський Széchenyi lánchíd. Скульптури встановлені на фоні історичних для кожного міста комплексу будівель — в Будапешті Королівський палац, в Ужгороді Korona szalloda (готеля угорської корони). |
|      | Пам'ятник Йосифу Бокшаю та Адальберту Ерделі                                                                       | Сквер-альпінарій біля пл. Жупанатської — вул. Довженка в центрі міста                                                          | У центрі альпінарію, на лавиці біля озерця, задумливо сидять дві знакові для краю постаті — Адальберт Ерделі та Йосип Бокшай — відомі художники, засновники закарпатської школи живопису. Пам'ятник було відкрито у 1993 році. Скульптор Олійник М. Матеріал: бронза. |
|      | Скульптура Енді Воргола                                                                                            | у сквері Поп-Арту перед готелем «Емігрант» по вул. Митна, 31 (біля «Падіюну» та стадіону «Авангард»).                          | 28 жовтня 2016 року в Ужгороді урочисто відкрили жанрову скульптуру, присвячену всесвітньовідомому митцю, засновнику поп-арту Енді Воргола. Робота виконана у незвичній для скульптур техніці — зварювання металевих прутів. Зварив сотні металевих прутів коваль Василь Криванич. Скульптура у повний зріст, а у її руці — металевий фотоапарат, в який вмонтовано справжню камеру, за допомогою якої кожен може зробити селфі з «митцем». Для цього облаштували спеціальну фотозону — розмістившись у знаменитій бляшанці супу Campbell's, можна отримати фото, зроблене фотоапаратом, який вмонтовано у монумент. Камера під'єднана до комп'ютерної техніки у готелі біля скульптури. |
|      | Бюст Андрія Новака                                                                                                 | вулиця Капушанська (Перемоги) 22                                                                                               | Щоб увіковічнити пам'ять керівника лікарні, у 1923 році з нагоди 50-ліття громадської та професійної діяльності Андрія Новака справа при вході до корпусу «Б» йому встановили меморіальну дошку з чорного мармуру, на якій золотими літерами викарбувано руською, чеською та угорською мовами слова вдячності. А на бетонній долівці при вході в павільйон виписано цифри: «1913». Новий акт увіковічнення імені видатного лікаря та керівника відбувся у 2003-му у скверику перед будівлею корпусу «Б» з ініціативи та коштом співробітників лікарні встановили бюст Андрія Новака роботи скульптора Михайла Михайлюка. |
|      | Пам'ятник жертвам Першої Світової війни                                                                            | площа Егана, сквер Миру | З ініціативи чехословацької влади було зведено семиметрову вапнякову піраміду — Монумент миру. Обеліск планували відкрити 11 листопада 1938 року — до 20-ї річниці закінчення Першої світової, але не встигли. Згідно з Віденським арбітражем, 10 листопада частина краю разом з Ужгородом перейшла до Угорщини. Згодом, коли Закарпаття окупувала радянська влада, на обеліск почепили барельєф Маркса. І спромоглися його зняти аж у 2015 році. |
|      | Пам'ятник Хачкар                                                                                                   | на Київській набережній біля Закарпатського обласного драмтеатру                                                               | 24 квітня 2015 виповнилося 100 років жахливої трагедії ХХ століття, геноциду мільйонів вірмен Османською імперією. Пам'ятний знак Хачкар — вірменський пам'ятник з дорогоцінного вулканічного каменю із зображенням хреста. Всього таких вірменських пам'ятних знаків виготовлено близько 15 тисяч по всьому світу. |
|      | Пам'ятник репресованим краянам                                                                                     | у сквері Небесної Сотні на вулиці Ракоці                                                                                       | Щороку у третю неділю травня в Україні відзначають День пам'яті жертв політичних репресій. Розмістили його символічно: у сквері навпроти приміщення колишнього КДБ (нині СБУ) — установи, яка за наказом вищих чинів Радянського Союзу прирекла на смерть тисячі наших краян. Автором пам'ятника з каменю та бронзи став відомий на Закарпатті скульптор Василь Олашин, котрий продумав кожен символ, зображений на колоні. Так, на будівлю колишнього КДБ «дивляться» шухляди, в яких зберігаються справи на безвинних людей, а увінчують колону бронзові птахи, які символізують душі загиблих, що рвуться до небес. Автором пам'ятника з каменю та бронзи став відомий на Закарпатті скульптор Василь Олашин, На колоні роміщено шухляди, які «дивляться» на будівлю колишнього КДБ. В них зберігаються справи на безвинних людей, а увінчують колону бронзові птахи, які символізують душі загиблих, що рвуться до небес. |
|      | Закарпатським добровольцям, які загинули у Другій світовій війні                                                   | пл. Кирила і Мефодія біля готелю «Інтурист Закарпаття»                                                                         | Встановлений 2001 року, автор – І. Бровдій |
|      | Пам'ятник жертвам Голокосту                                                                                        | біля будівлі Закарпатської обласної філармонії (колишня синагога)                                                              | В Ужгороді 9 жовтня 2016 року, відкрили пам'ятник жертвам Голокосту. Відкриття меморіалу відбулося в рамках фестивалю єврейської культури, що проходив в місті 7—9 жовтня. Пам'ятна композиція виготовлена за задумом закарпатського скульптора Михайла Колодко та архітектора Петра Сарваша у вигляді стели, що складається з сотень металевих зірок, які вручну викували майстри ковальської справи Василь Криванич і Степан Руснак. В основі пам'ятника викладена величезна зірка Давида. |
|      | Монумент «Свіча пам'яті»                                                                                           | на набережній Незалежності, біля медичного факультету УжНУ                                                                     | 24 листопада — День пам'яті жертв голодоморів, його відзначають щочетвертої суботи листопада. Монумент «Свіча пам'яті» вшановує пам'ять жертв злочину геноциду проти Українського народу у 1932—1933 роках. Композицію створив столичний скульптор Ігор Гречаник. У 2016 році біля медичного факультету УжНУ до роковин Голодомору розмістили символічний камінь, а в листопаді 2018 року на його місці встановили монумент. |
|      | Меморіальний комплекс «Пагорб Слави» — військове кладовище                                                         | вул. Героїв | В Ужгороді на історичному кладовищі, яке існує вже не одне сторіччя — «Кальварія», в 1945 р. споруджено меморіал «Пагорб Слави» з могилами воїнів Червоної Армії, що загинули в боях за визволення Закарпатської України від фашистських загарбників у другій світовій війні. Народна Рада Закарпатської України видала постанову про спорудження в Ужгороді та інших населених пунктах пам'ятників воїнам, що загинули в боях за визволення області. 2 травня 1945 року після багатотисячного мітингу на мальовничому пагорбі в Ужгороді поклали перші камені у фундамент меморіального комплексу, який відтак одержав назву Пагорб Слави. Тут провели планування території, відлили надмогильні пам'ятники, спорудили сходи, металеву браму й огорожу, виготовили гранітні, андезито-базальтові та мармурові плити для головних споруд, посадили декоративні кущі, дерева і квіти. При вході на кладовище з обох боків на постаментах установлено два танки. Меморіальний комплекс на Пагорбі Слави споруджений за проектом військового інженера С. Юсова бригадами Ф. Ірша, Т. Дидрика, Й. Білака. У квітні-травні 1965 р. Меморіал доповнений стелою та обеліском на могилі Невідомого солдата, які були виконані за проектом В. Сікорського. Урочисте відкриття обеліска й запалення вогню відбулося 8 травня 1965 року з нагоди 20-річчя Перемоги. Всього на Пагорбі Слави у 217 братських могилах поховано 924 бійців та офіцерів Радянської армії. Він став найбільшим військовим кладовищем на Закарпатті.                                                   |
|      | Пам'ятник героям угорської революції та визвольної боротьби 1956 року і жертвам комуністичних диктатур             | у сквері поруч з комплексом «Совине гніздо» (на розі вулиць Ракоці та Крилова), напроти колишньої будівлі КДБ                  | 19 березня 2016 року було урочисто відкрито цей пам'ятний знак. Скульптор Михайло Колодко. Символізм скульптури інтригує: шматок бетону, що символізує "Берлінську стіну" з вкрапленнями з гільз та написом 1956 як дата початку розпаду тоталітарного радянського режиму. Матеріал: бетон, бронза та мідь. Як відомо, революція в Угорщині розпочалася 23 жовтня 1956 року маршем протесту студентів та представників інтелігенції в Будапешті, який переріс спочатку в зіткнення, а потім у збройне протистояння між демонстрантами та Службою угорської держбезпеки. Повстання було жорстоко придушене радянськими військами за участі органів державної безпеки Угорщини. Жертвами революції стали більше 26 тис. угорців та близько 700 радянських солдатів. Майже 25 тисяч людей отримали поранення. Упродовж кількох наступних років було винесено сотні смертних вироків повстанцям, сотні тисяч людей потрапили за ґрати. Події в Угорщині мали відлуння і на Закарпатті. Мешканці краю симпатизували повстанцям. У Берегові, Виноградові та Ужгороді, у багатьох селах представники інтелігенції, студенти формували групи протесту, які розповсюджували листівки із засудженням радянської агресії, інформували населення про події в Будапешті, організовували марші протесту проти радянських військ, які перетинали Закарпаття і рухалися в бік Угорщини. |
|      | Пам'ятник «Скорботна мати»                                                                                         | Православна набережна | На Православній набережній у місті Ужгороді знаходиться монумент, присвячений закарпатцям, загиблим на війні в Афганістані. Він являє собою великий гранітний хрест, який лежить на землі. У голові хреста стоїть скульптура жінки, котра молиться за синів-афганців, — скорботної матері, а в основі — плита з іменами загиблих. Автор роботи — скульптор В. Олашин. Матеріал, з якого зроблено пам'ятник: метал, андезит, мармурова крихта. 1995 р. в. 53 закарпатця не повернулися в рідні домівки з Афганської війни, п'ятеро пропали безвісти, 60 осіб стали інвалідами — така сумна статистика. Саме про це нагадує скульптура, відома в Ужгороді як «Скорботна мати». Щороку 15 лютого влада Ужгорода і його мешканці вшановують пам'ять полеглих хвилиною мовчання, військовими залпами і квітами, які покладають до пам'ятника. 15 лютого — День вшанування учасників бойових дій на території інших держав (з 2004 року). Дату приурочено до річниці виведення радянських військ з Афганістану. |
|      | Меморіал загиблим на Донбасі бійцям АТО                                                                            | на площі Віталія Постолакі | 28 червня 2016 р. було відкрито пам'ятник загиблим воїнам АТО. Меморіал складається з трьох гранітних плит з вигравіруваними іменами та прізвищами загиблих закарпатців, які загинули під час військових дій на сході України. Зокрема, пам'ятник присвячений 18 загиблим воїнам АТО, всі вони уродженці Ужгорода, Чопа або Ужгородського району. На зворотному боці плит зображені Ісус Христос, Божа Матір, а також деякі картини боїв. У розробці меморіалу взяли участь два архітектора, а також військові. |
|      | Монумент пам'яті воїнів, що загинули у війні з Росією                                                              | Пагорб Слави | Монумент на честь загиблих на сході України закарпатських воїнів урочисто відкрили та освятили в Ужгороді 1 листопада 2018 р. у День пам'яті померлих. Над монументом працювали Василь Олашин та архітектор Федір Осташ. Скульптор В. Олаши розповів про символізм, закладений у монументі. Зокрема, за основу стилізовано три ялинки в образ міцної карпатської скелі. Нанесено 6 рельєфів, де показано теми народження, шкільного періоду, студентства, проводів воїна в армію, а центральний рельєф — воїни, волонтери, діти. Зображено також дівчинку з ведмедиком — символ Карпат. Автор вписав у композицію і герби Закарпаття та України. Жінка-мати у закарпатському одязі ніби каже: скільки б на нас не нападали, ми будемо народжувати захисників України. Митець попросив започаткувати традицію: «Хто прийде сюди — має погладити ведмедика і загадати, аби був мир. Якщо це зроблять тисячі людей зі щирим серцем, то ми зупинимо війну». |
|      | Пам'ятник Ліхтарнику                                                                                               | Перехрестя вулиць Волошина та Корзо (буд. 20) в центрі міста                                                                   | Встановлений 2010 року Михайлом Колодко, присвячений реальному жителю міста, дяді Колі, який протягом 40 років вмикав старі ужгородські електричні ліхтарі. На драбині біля ліхтаря. Зосереджений, в окулярах і капелюсі. І — бронзовий. Він є однією з візитівок Ужгорода, оберегом його центральних вулиць, доглядачем ліхтарів, що вмикаються тепер автоматично і добрим другом ужгородців. |
|      | Пам'ятник Закарпатцям—ліквідаторам наслідків Чорнобильської катастрофи                                             | Ротарі парк в центральній частіні міста, вул. Митна–пл. Дружби Народів–Студентська наб., біля транспортного мосту ім. Масарика | У 2013 (2001) р. з'явилася арка з написом «Ротарі парк». На території парку є пам'ятник, на якому зображена постать оголеного чоловіка. Пам'ятник встановлено на честь героїв-чорнобильців, котрі постраждали внаслідок Чорнобильської катастрофи. Автор Василь Олашин. |
|      | Працівникам прокуратури                                                                                            | Біля обласної прокуратури на вулиці Коцюбинського (Православна набережна)                                                      | та пам'ятник працівникам прокуратури скульптора М. Беленя. На відкритті останнього у 2011 р скульптор розповів: «У цій скульптурі вміщено слов'янський світ, а його символ — лист липи. Тут віднайдете символічні знаки — перше зображення людини-птаха та перше зображення тризубу». |
|      | Загиблим працівникам органів внутрішніх справ Закарпатської області                                                | Православна набережна | Ще один подібний монумент присвячений загиблим закарпатським міліціонерам. На гранітній плиті біля нього висічені прізвища вісімнадцяти померлих під час виконання службових обов'язків міліціонерів. Автор — М. Белень. Біля пам'ятника у 2017 р. висадили два десятки сакур. |
|      | Пам'ятник героям чеської та словацької революції та визвольної боротьби 1968 року і жертвам комуністичних диктатур | у сквері поруч з комплексом «Совине гніздо» (на розі вулиць Ракоці та Крилова), напроти колишньої будівлі КДБ                  | 27 червня 2023 року було урочисто відкрито цей пам'ятний знак. Скульптор Роман Мурник. Символізм скульптури інтригує: символічний кривавий "залізний занавіс" з вкрапленнями з гільз та звисаючим викованим написом 1968 як дата символічної тріщини у тоталітарному радянському режимі. Матеріал: залізо, сталь та мідь. Як відомо, революція в тодішній Чехословаччині розпочалася у січні 1968 року і завершилася 21 серпня 1968 року, а 27 червня 1968 року у празькій газеті «Literárne listy» письменник Людвік Вацулік опублікував маніфест «Дві тисячі слів, звернених до робітників, селян, службовців, науковців, митців та інших», який підписали багато відомих громадських діячів, у тому числі (Їржі Ганзелка). У цьому зверненні вітався «процес демократизації», «прогресивне крило» чеських комуністів та свобода слова, засуджувалась партійна бюрократія, «старі сили» та можливе втручання «іноземних сил». Жертвами революції стали тисячі чехів та словаків. Упродовж кількох наступних років було винесено сотні смертних вироків повстанцям, сотні тисяч людей потрапили за ґрати та мігрували з країни. Події в Чехії та Словаччині мали відлуння і на Закарпатті. Мешканці краю симпатизували повстанцям. У Мукачеві та Ужгороді, у багатьох селах представники інтелігенції, студенти формували групи протесту, які розповсюджували листівки із засудженням радянської агресії, інформували населення про події в Празі, організовували марші протесту проти радянських військ, які перетинали Закарпаття і рухалися в бік Чехословаччини. |

## Міські скульптури
| Фото                                                             | Назва                                                               | Розташування                                                                             | Інформація про пам'ятник |
| ---------------------------------------------------------------- | ------------------------------------------------------------------- | ---------------------------------------------------------------------------------------- | --- |
|                                                                  | Геракл-Геркулес                                                     | При вході до Ужгородського замку, вул. Капітульна, 33                                    | Геркулеса–Геракла, який от-от подолає отруйну Лернейську гідру. Скульптура виготовлена в 1842 р. тут же, в Унгварі (автор В. Кінне) |
|                                                                  | Погруддя графа Міклоша Берчені та графині Крістіни Чакі             | Ужгородський замок, вул. Капітульна, 33                                                  | 13 жовтня 2012 року в Ужгородскому замку урочисто відкрили бронзове погруддя Міклоша Берчені роботи угорського скульптора Лайоша Дьорфі. Лайош Дьорфі, довго шукав на території замку місце, де би вписався пам'ятник графу Берчені. Й знайшов його в одній з ніш у внутрішньому дворику, де, ймовірно, за часів проживання там Міклоша Берчені розміщувалися скульптури. В листопаді 2013 року поруч з'явилося погруддя його дружини — графині Крістіни Чакі. Вважається, що саме це подружжя перетворило Ужгородський замок із звичайного провінційного укріплення у помпезний графський осідок, великосвітський центр культурного й політичного життя кінця XVII — поч. XVIII століття. |
|                                                                  | Пам'ятний камінь - жертвам нацизму                                  | вулиця Добрянского                                                                       | |
|                                                                  | Гермес-Меркурій                                                     | При вході до Ужгородського замку, на узбіччі стежки. Вул. Капітульна, 33                 | Залізну скульптуру сидячого юнака відлили, ймовірно, на знаменитому фрідєшівському залізоплавильному заводі в ХІХ ст. |
|                                                                  | Пам'ятник жертвам Першої світової війни                             | мікрорайон Радванка, поруч із кладовищем та вул. Стефаника.                              | Стела зведена у перші післявоєнні роки, на ній викарбувані імена місцевих мешканців, які загинули в ході бойових дій. |
|                                                                  | Пам'ятний знак «борцям за свободу і незалежність України»           | У центрі Ужгорода на Народній площі біля ректорату УжНУ                                  | В Ужгороді в жовтні 2017 року урочисто відкрили пам'ятний знак «Героям за свободу і незалежність України». Проект розробили вчені кафедри міського будівництва і господарства Ужгородського національного університету. А сам пам'ятний знак став подарунком місту від університету в рамках святкування 72-ї річниці створення навчального закладу. У цьому пам'ятному знаку втілено частинку Карпатських гір, адже камінь був використаний місцевий, його привезли з села Камʼяниця Ужгородського району. В проекті не використано жодного штучного елемента. |
|                                                                  | Пам'ятний знак Небесній сотні                                       | на території обласного протитуберкульозного диспансеру, вул. Нахімова, 4                 | В Ужгороді 3 квітня 2014 року освячено пам'ятний знак Небесній сотні як символу незламності та єдності українців. Встановлення цієї пам'ятної відзнаки є символічною у своєму виконанні: «Це не простий камінь — на Закарпатті його називають „сліпак“. Це камінь, який не має тріщин, який не можна розбити, фактично — суцільний моноліт. І це дуже символічно, адже люди які загинули за Україну, за майбутнє, боролися за монолітність нашої держави за єдність нашого народу». |
|                                                                  | Пам'ятний знак Карпатським січовикам                                | на вул. Капушанській, на кладовищі, де поховані січовики                                 | 13 березня 2014 р. в Ужгороді встановили пам'ятний знак Карпатським січовикам, до кінця літа на його місці мав з'явитися пам'ятник. |
|                                                                  | Монумент захисникам України                                         | на території Ужгородського військового комісаріату                                       | Цей пам'ятник символізує вірність військовій присязі. Мужність і героїзм всіх захисників української землі. Він присвячується тим, хто виконав і виконує військовий обов'язок із захисту незалежності і недоторканості нашої держави. Згодом пам'ятник доповнять прізвищами закарпатських полеглих воїнів. Дата встановлення: 6 грудня 2016 року. |
|                                                                  | Погруддя Олександра Фединця                                         | біля нового хірургічного корпусу обласної клінічної лікарні ім. А. Новака                | 17 листопада 2014 р. в Ужгороді відкрили погруддя видатного закарпатського хірурга Олександра Фединця. |
|                                                                  | Пам'ятний монумент з флагштоком                                     | площа Богдана Хмельницького                                                              | 24 серпня 2021 року встановлено флагшток із металу, з покриттям гарячим хромом, заввишки 30 метрів, змонтувати його мають за телескопічним принципом, вгорі завершуватиметься тризубом. Полотнище самого прапора – розміром 6 на 10 метрів. Основа під флагштоком є залізобетонною, мощення довкола – із сірого граніту, підпірна стінка зі світлого граніту. Позаду майданчик для велосипелистів. |
|                                                                  | Турулу                                                              | На території Закарпатського краєзнавчого музею (Ужгородський замок), вул. Капітульна, 33 | Під час повстання куруців під приводом Ференца ІІ Ракоці в 1703 році, за легендою, саме турул приніс шаблю князю Ракоці — і перемогу повстанцям в першому переможному бої з австрійськими військами поблизу містечка Вилок. Через 200 років після битви (1903) на її місці встановили 18-метровий обеліск, увінчаний бронзовим турулом. Пам'ятка була демонтована після Другої світової війни (відновлена в 1989 р.), а скульптура сокола потрапила до Закарпатського краєзнавчого музею. Не збереглася шабля, яку Турул колись тримав у дзьобі. |
|                                                                  | «Земля»                                                             | Набережна Незалежності між гімназією та ЦНАП                                             | Не дуже помітний через високу траву пам'ятник монументального мистецтва «Земля» скульптора М. Михайлюка та архітектора В. Лезу. За історичними відомостями він зведений в 1987 році в зв'язку святкуванням проголошеного ООН Дня Землі. |
|                                                                  | Скульптура «Крилатий ведмідь з глобусом»                            | вхід до готелю «Інтурист-Закарпаття», площа Кирила і Мефодія, 5                          | В 2007 році крилатий ведмідь став візитівкою Ужгорода. Навіть було оголошено конкурс на найкращу назву для ведмедя. Його ім'я — Аметур. Майстри Іван Цубина (в деяких джералах: Дубина), Михайло Колодко та Олександр Єлізаров. Вага бронзової скульптури 250 кг, висота — 1 м. У скульптурі головними є три моменти: це ведмідь, герб і глобус. Скульптура крилатий ведмідь — символ Закарпаття та охоронець готелю «Інтурист». Бурий ведмідь — Символ Закарпаття (на постаменті є герб області) вирішили з допомогою крил «відірвати від землі» й відправити в подорож світом. Саме крила символізують дорогу і мандри. Глобус, на якому він тримає свою сильну, але добру лапу, символізує різноманіття країв, з яких приїжджають гості до міста, а також — мандри. Скульптура вже отримала власну легенду: Людина, яка мріє про подорож або відпочинок, може потриматися за крила ведмедя, і загадане бажання обов'язково здійсниться. |
|                                                                  | Скульптура «Глобус Ужгорода»                                        | в історичній частині Ужгорода по вулиці Корзо, 20 біля Кафе «Астіка»                     | На кованій кулі відлито мінімізовані рельєфні зображення давніх вулиць і будівель міста, а також історичних пам'яток Ужгорода. Автор і виконавець такої окраси міста — скульптор-архітектор Олексій Шамшура. Створили глобус умільці ковальської майстерні «Безик-майстер». 2012 рік встановлення Глобусу. |
|                                                                  | Скульптура «Глобус» або «Наука і Всесвіт»                           | перед історичним факультетом УжНУ                                                        | 13 жовтня 2015 року перед історичним факультетом УжНУ — презентували нову пам'ятку — глобус. Подію приурочили до 70-річчя університету. Ужгородський скульптор Олексій Шамшура запевняє: витвір мистецтва має символічне значення. Мовляв, на глобусі розташовані континенти і окреме місце призначене для Ужгорода. Від міста розходяться промені по всьому світу: це алюзія на студентів, які після завершення університету працюють у різних куточках планети. Також зображено символ УжНУ: альма-матер готова приймати спудеїв не тільки з України, а й з-за кордону. До відкриття нової скульптури долучився стоматологічний факультет. встановили пам'ятний знак «Наука і Всесвіт» (бронзовий «науковий» глобус), встановлений з нагоди 70-річчя Ужгородського Національного університету біля будівлі ректорату УжНУ, в Ужгороді, 15 жовтня 2015 р. Автор бронзового «наукового» глобусу — скульптор Олексій Шамшура. |
|                                                                  | Шовдарю Монумент Пасулі (квасолі) Кавовий ведмідь                   | корчма-музей «Деца у Нотаря», вул. Гагаріна, 98 (мкр Дравці).                            | Оригінальні та незвичайні пам'ятники можна побачити в корчмі-музеї. Наприклад, єдиний у світі пам'ятник, що присвячений культовій закарпатській страві — шовдарю відкрили у відомій корчмі у 2010 році. Він виготовлений з дерева народними майстрами з сусідніх сіл. Ініціатором його спорудження виступив Баранинський сільський голова Павло Чучка. Шовдарь — так на Закарпатті називають окіст, спеціальним чином засолену та копчену свинячу ногу. У краї вважають: якщо в хаті є шовдарь, значить тут живуть добрі господарі. Оригінальний, найбільший в Україні пам'ятник квасолі відкрили на фестивалі «Закарпатська пасуліада» у 2011 році. Адже квасоля споконвіку була щоденною стравою у меню місцевої кухні, ба, навіть на пам'ятній табличці в «Деці» значиться, що боби — основна їжа європейців до картопляної доби, а на самому пам'ятнику викарбувані також імена славних бобів — таких, як Боб Марлі, Боб Ділан, пес Бобик, Іво Бобул… На вході вас зустріне незвичний швейцар… про це читайте у рубриці коваманія по-ужгородські. |
|                                                                  | Сонячний годинник                                                   | площа Андрея Бачинського, 2,                                                             | Під час реставраційних робіт греко-католицького собору у 2010 році на одній з фасадних стін у внурішньому дворі помітили гномон. Він свідчив про те, що колись тут був і діяв сонячний годинник. Намалювали його ще у XVIII столітті, але згодом пам'ятку втратили — сонячний годинник зафарбували у радянські часи. Зображення знову відновили. Над реставрацією працювали художники, астрономи та географи. Аби годинник показував точний час, коли на нього падає сонце — проводили спеціальні розрахунки, і тепер з 5 години ранку до 16 дня цей дивовижний пристрій точно вказує годину. Довкола «циферблату» відновлено напис «Час розкидувати каміння, і час збирати каміння». Це, до слова, перший (і один із трьох наявних) в області відреставрований сонячний годинник. |
|                                                                  | Скульптура Святого Яна Непомуцького                                 | біля входу на Кальварію                                                                  | Для Ужгорода постать Яна Непомуцького — знакова. Монумент святому, який у католицькій традиції є покровителем таємниці сповіді, а в пізнішому трактуванні — охоронцем мостів, млинарів і рибалок, 230 років тому був першим пам'ятником просто неба у місті. Тож його можна вважати й заступником та покровителем міста. Скульптура мала непросту історію: кілька разів переносилася, відновлювалася, руйнувалася, згодом загубилася. У 2011-му році завдяки меценатам святого Яна повернули до міста. Презентував пам'ятник автор — скульптор Михайло Колодко на Великдень, але, повністю завершити монтаж зміг тільки 24 травня, тоді ж і освятили скульптуру. Скульптурна композиція відображає різні епохи Ужгорода. Старовинні колони символізують угорський період в місті, — адже це Будапештське лиття 19 століття, чеський період уособлює сам Ян Непомуцький, адже він є покровителем Чехії, а скляний купол з матового скла над святим — це вже сучасність. В руках святий Ян Непомуцький тримає пальмову гілку — знак мученицької смерті. Пам'ятник чеському святому, священику, мученику Яну Непомуцькому. |
|                                                                  | Пам'ятний хрест, встановлений на честь 2000-річчя Різдва Христового | Біля обласної прокуратури на вулиці Коцюбинського (наб. Православна)                     | Тут можна побачити одразу два пам'ятники — пам'ятний хрест, встановлений на честь 2000-річчя Різдва Христового. |
|                                                                  | Скульптура кавоману                                                 | біля входу до кафе «Старе місто», вул. Фединця, 36                                       | Пам'ятники кавоману, кавовій чашці та кавовому ведмедику. Ужгородці кажуть, що «все починається з кави — ранок, справи, кохання…». Кований дядько в капелюсі з тростиною неспішно і посміхаючись напевно вам п'є ранкову каву. |
|                                                                  | Скульптура Кавовій Фінджі                                           | Собранецька (Mocafe)                                                                     | Оригінальна кавова чашка, або «фінджа» (місцевим діалектом) під нахилом, із неї витікає смачнючий напій, викликаючи море емоцій у кавових гурманів. |
|                                                                  | Скульптура Святої Гізелли                                           | в ніші на фасаді музичного училища ім. Задора, по вул. Волошина, 13.                     | Ужгородське державне музичне училище імені Д. Є. Зáдора розташовано в старовинній двоповерховій споруді колишнього дівочого римо-католицького ліцею святої Гізелли, збудованого у 1902—1907 роках. Фронтон будинку прикрасила статуя покровительки навчального закладу та угромовний надпис «Gizella-ház» («Будинок Гізелли»). Гізелла (близько 985—1065 рр.) за свідченням історичних джерел, була дружиною першого угорського короля Іштвана, підтримувала розвиток освіти, а після своєї смерті — оголошена святою. Стиль споруди: сецесія (змішання різних стилів). У 1972 році добудовано новий чотириповерховий корпус з великим концертним залом, сучасними навчальними аудиторіями та адміністративною частиною. |
|                                                                  | Чотири жіночі скульптури                                            | вул. Небесної сотні, (Уральська) 6                                                       | Пам'ятка архітектури 1934-1936 років, де розташовано Закарпатське управління Нацбанку України. На будинку є 4 скульптури. |
|                                                                  | Дві скульптури                                                      | на вході до будівлі на пл. Народній, 5                                                   | По правій стороні площі — дім, в якому діяв суд Підкарпатської Русі. Портал будівлі прикрашала скульптура Феміди — богині правосуддя. Тепер розмістились товариство Знання, Обл. Профспілка. Вхід прикрасили скульптурами муз. |
|                                                                  | Ведмідь із автозапчастин                                            | вул. Легоцького                                                                          | Так при вході в одну з «авторазборок» з'явилася якісно виконана «скульптура» символу Закарпаття. Скульптура зроблена з деталей запчастин автомобілів. Навряд чи цей витвір можна назвати туристичною родзинкою, скоріше якісною саморекламою, але впевнено можна сказати, що автолюбителі, маленьки хлопчики та серйозні чоловіки оцінять цей витвір на «5». |
|                                                                  | Скульптура-хрест "Боже бережи Ужгород"                              | вул.Стрільнична                                                                          | Символічний білий хрест з написом українською мовою "Боже бережи Ужгород", що оюріс плющем на камені з невеличким гротом де знаходиться скульптура Діви Марії. Автор - Михайло Колодко. |
|                                                                  | Путівник Ужгорода для незрячих                                      | Пасаж Баті (зі сторони вул. Волошина у центрі міста)                                     | В Ужгороді офіційно відкрили «інформаційну карту» для сліпих і слабозрячих туристів, яка містить інформацію про цікаві місця Ужгорода, виконану мовою Брайля для читаня пальцями (26.09.2010). Біля стенда, виконаного ковалями, розмістили і міні-скульптуру кафедрального собору (автор — Михайло Колодко), щоб слабо зрячі люди могли на дотик відчути його контури. Ініціаторами виготовлення «карти» стала кафедра туризму Ужгородського нацуніверситету, а втілити ідею допомогла громадська організація людей із вадами зору «Дивосвіт», та Асоціація ковалів Закарпаття. Ідею створення карти для незрячих привезли з Європи. Карта — спроба привернути увагу до проблем людей із вадами зору . |
|                                                                  | Пам'ятник «Закарпатському весільному рушнику»                       | перед входом до будинку РАЦСу (з боку набережної) в центрі міста.                        | Горизонтальні пам'ятники. Відкрили незвичний пам'ятник у неділю 27 червня 2010 року під час фестивалю «Закарпатський парад наречених», який обов'язково пройде повз «лежачий» пам'ятник. Пам'ятник весільному рушничку є єдиним у світі витвором мистецтва, що присвячений цьому обрядовому предмету. Він єдиний лежачий пам'ятник не лише в Закарпатті, а в Україні. Особливо гарно виглядає простір навколо пам'ятника рушнику у весняний період, коли квітнуть навколо екзотичні росилини, а зовсім поруч відомі сакури і магнолії. Скульптор Василь Роман. |
|                                                                  | Діючий геознак зірка-бусоль                                         | перед входом до альпінарію (вул. Довженка, центр міста)                                  | Діючий геознак бусоль є практичним подарунком Ужгороду до дня народження від «Комінвестбанку». Знак вказує відстані до полюсів, екватора, нульового меридіану, а у центрі розміщується бронзовий знак герба Закарпаття. Також він є навчальною зоною з географії для школярів. геознак включає і цікаву атракцію. У вказівнику є неточність, яку туристам та відвідувачам пропонують розгадати. За задумом розробників це додасть відвіданню туристичної родзинки цікавості та розважить групи туристів і школярів під час екскурсій. Ідея належить Федору Шандору та художникам-ковалям Степану Руснаку та Роману Мурнику. Вересень 2017 р. |
|                                                                  | Перший горизонтальний сонячний годинник                             | провулок Гірчичне зерно, вул. Фединця, центр міста                                       | 12 вересня 2017 року в провулку був встановлений перший і єдиний в області горизонтальний сонячний годинник в стилі «7 чудес Закарпаття». Годинникові вказівники відмічені «перлинами» краю. Годинник зроблений у формі монети із парою ніг посередині. Стаючи в сліди на люці (46 розміру) людина виконує функцію гномона і тінь від сонця пообіді, падаючи на вказівник, показує реальний час. В області горизонтального сонячного годинника ще немає, цей перший і поки єдиний. Ця цікава атракція придумана, щоб потішити ужгородців та гостей міста, аби кожна прогулянка приносила позитивні враження. Ідея створити такий пам'ятник належить туризмознавцю Федору Шандору та художникам-ковалям Степану Руснаку та Роману Мурнику. Годинник знаходиться перед входом до провулку «Гірчичне зерно», який є відомим у місті осередком цікавостей. Зокрема тут є своя колекція кавових експонатів, справжній залізний трон, пам'ятник малому Ужу та навіть власний вартовий, який роздає дітям цукерки. Встановлення годинника приурочили до 7 річниці з дня відкриття провулку, який команда справжніх ентузіастів звела з нуля на місці занедбаних дворів. |
|                                                                  | Відстані до європейських столиць                                    | Пішохідний міст                                                                          | Міні-атракція — на пішохідному мості перед найменшою у світі статуєю Свободи. Це мініатюрні таблички розміром від 5 до 10 сантиметрів вмонтували в каміння, яким викладені сходи з пішохідного мосту в напрямку угорського консульства. Загалом вказівників біля двадцяти — вони позначають відстані між Ужгородом та європейськими столицями і знаковими містами. Серед них — Прага, Будапешт, Бухарест, Париж, Іводзіма, Київ. |
|                                                                  | «Стрічка Мура» або «На підтримку хворих у боротьбі зі СНІДом»       | Київська набережна, 12                                                                   | Коваль та художник Юрій Ленько презентував пам'ятний знак на підтримку хворих у боротьбі зі СНІДом. Пам'ятний знак був встановлений на Київській набережній, навпроти Обласного музично-драматичного театру ім. братів Шерегіїв 10 грудня 2015 року. |
|                                                                  | Знак «Орієнтувальник»                                               | Київська набережна, 12                                                                   | Пам'ятний знак можна побачити на перилах Київської набережної навпроти драмтеатру. Його було відкрито до 50-річчя проведення перших всесоюзних змагань, які започаткували спортивне орієнтування, як вид спорту не тільки в Україні, а й у всьому колишньому СРСР. Вони були проведені на території Закарпаття 11—15 жовтня 1963 р. За деякий час пам'ятник залишився, а Орієнтувальник зник. Пам'ятник відкрили в рамках відкриття міжнародного змагання зі спортивного орієнтування «Кубок дружби». Автор скульптури Василь Бедрик. |
| "Карта Ужгорода"                                                 | Ковані карти                                                        | 36 точок в місті Ужгород                                                                 | У серпні 2018 року в Ужгороді стартував проект «Ужгородська карта», який створили закарпатські ковалі-скульптори Степан Руснак та Роман Мурник, — біля найпопулярніших туристичних об'єктів міста встановлені ковані гральні карти, їх 36, як у класичній колоді карт. В кожній карті вирізано гербовий символ Ужгорода — виноградне гроно, крізь який треба зробити правильну ужгородську фотосвітлину. 1. 6 Хреста Кафедральний Собор\6 Бубна Синагога\6 Чирва Пішохідний міст\6 Піка ЗОШ – №1 2. 7 Бубна Совине Гніздо\7 Хреста площа Поштова\7 Піка Гірчичне Зерно\7 Чирва Замок 3. 8 Піка кондитерська Штефаньо\8 Бубна Біологічний факультет\8 Чирва Фізичний факультет\8 Хреста Бокшай і Ерделі 4. 9 Чирва Залізничний вокзал\9 Піка міст Підзамковий\9 Хреста Хімічний факультет\9 Бубна Драматичний театр 5. 10 Піка Народна Рада\10 Хреста міст Масарика\10 Чирва парк Лаудона\10 Бубна садиба Дендеші 6. В. Бубна Цегольнянська\В. Піка Кальварія\В. Чирва Жупанат\В. Хреста Підвісний міст 7. Д. Хреста Стариця Ужа\Д. Піка Канал\Д. Бубна Мала Прага\Д. Чирва ЗОШ – №4 8. К. Чирва готель Ужгород\К. Бубна Драматичний театр\К. Піка Корзо – Волошина\К. Хреста парк Підзамковий 9. Т. Піка Горянська Ротонда\Т. Хреста Просвіта\Т. Бубна Медичний факультет\Т. Чирва Корзо |
| Туристичний проєкт "Лавиця Ужгорода"                             | Лавиця "Історія однієї вулиці"                                      | вулиця Ольбрахта                                                                         | До дня Конституції 28 червня 2022 року — подарунок Ужгороду встановлено лавицю зі стендом "ІСТОРІЯ ОДНІЄЇ ВУЛИЦІ" (вулиця Ольбрахта). Автор ідеї Федір Шандор, робота Роман Мурник.[джерело?] |
| Пам’ятний знак на честь 128-ої окремої гірсько-штурмової бригади |                                                                     | вулиця 128-ої бригади                                                                    | Пам’ятний знак на честь 128-ої окремої гірсько-штурмової бригади відкрили 10 вересня 2023 року, на вулиці, названої її іменем в Ужгороді. До реалізації проєкту долучилися: Роман Мурник – художник-скульптор, Арсен Мелкумян – меценат проєкту. Подію приурочили до 1130-ої річниці від дня заснування Ужгорода. Пам’ятний знак відкрили капітан Андрій Линник, командир запасної роти 128-ої ОГШБ, та меценат Арсен Мелкумян. |
| "Есе Ужгорода"                                                   | Літературні есе                                                     | на знакових будівля Ужгорода                                                             | До 1130-ої річниці з дня народження міста Ужгород. Автор ідеї Федір Шандор, робота Павло Івашкович та Роман Мурник. - Палац Фріда - палац Дєньдєші - вілла Бескида - будинок "Білий корабель" - будинок рабина |

## Міні-скульптури
З 2010 року і по сьогодні в Ужгороді та Закарпатті, з ідей професора УжНУ Ф. Ф. Шандора, з'явилось понад 100 пам'ятників розміром із людську долоню скульпторів Михайла Колодка, Романа Мурника, Степана Руснака, Василя Криванича та інших. Більшість міні-скульптурок зосереджена в центральній частині міста, вздовж набережної, обабіч річки Уж. Кожна скульптура прямо або опосередковано стосується Ужгорода або Закарпаття, кожна з них є такими собі міні-портретами цікавих, достойних історичних постатей, персонажів чи міфічних героїв, що у тій чи іншій мірі мали, чи мають вплив. Для туристів було розроблено спеціальний маршрут «Міні-скульптури Ужгорода». На пошук і огляд всіх міні-скульптур з використанням путівника піде 3,5 години часу.
1. Скульптура миколайчику-помічнику Святого Миколая була встановлена першою з усіх, з ініціативи Ф. Шандора: у грудні 2010 року, яка символізує помічника Св. Миколая на перилах набережної річки Уж на пл. Театральній. Кажуть, якщо потерти носик міні-скульптурки Миколайчика, та загадати бажання, то воно обов'язково збудеться. Головне вірити у нього.
2. Найменшу у світі копію статуї Свободи і одночасно найменший діючий маяк відкрито 27 липня 2011 року. У факелі, який тримає статуя, постійно працює лампочка. Скульптуру Свободка встановлено на перилах Консульських сходів, що ведуть з Православної набережної до пішоходного мосту.
3. Бравий вояк Швейк розташований на перилах, які пробиті кулями воєнного часу. Швейк у правій руці тримає кнедлик і, лівою притримуючи шапку, замріяно дивиться вздовж річки Уж, чи то кудись у бік Карпат, а може просто віддає честь, промовляючи своє незабутнє «насмілюсь доповісти». Встановлений 10 липня 2012 року на перилах Київської набережної. Копія Швейка є в Одесі, Синевирський перевал, Ужгород-деца (Україна), Чехії (Оломоуц, Ліпніце, Кралупи), Словаччині (Гуменне), Польщі (Перемишль, Кельце), загалом десять.
4. Вузол Кротона — перила зв'язані у вузол. Це — «вузлик на пам'ять», який буде присвячений силачу Кротону. У 2014 році, він приурочений до виходу однойменного українського фільму про силача. Вузлик Кротона знайдете за адресою: набережна Київська, 12 (неподалік Швейка).
5. Угорський композитор Ференц Ліст. У січні 2017-ого Ференц Ліст «переїхав» з берега Ужа на берег Малого Ужа (на розі вулиць Жупанатської, Фединця та Довженка). Маленький пам'ятник Ференцу Лісту, який відкрили в травні 2012 року біля ужгородської Філармонії, пережив чи не найбільше пригод серед усіх міні-скульптур. Влітку, після сильної грози, гілка каштану впала на перила, розламавши їх на кілька частин: і та частина, на якій «сидів» угорський композитор, загадково зникла. Втім, незабаром скульптура була знайдена. На цьому нещастя не закінчились: у грудні невідомі пофарбували шматок труби у жовтий колір, а в перші дні 2013 року Ліста знову вкрали. За кілька днів комунальники знайшли скульптуру на березі річки і встановили її на місце. Однак у січні 2017-ого на звичному місті Ліста не виявилося, натомість фігурку можна знайти на розі вулиць Жупанатської, Фединця та Довженка, відразу за рестораном «Антресоль». Копія Ліста знаходиться в аропорті міста Будапешт та Чернівцях.
6. Восени 2012 встановлено пам'ятник закарпатському художнику Гаврилові Глюку, який зображений в автомобілі ГАЗ-67, на якому він їздив до гір малювати картини. На задньому сидінні авто — мольберт, який підказує, що кермує автівкою саме художник. Згодом до скульптурної композиції Гаврило Глюк додали іменну дошку з написом на трьох мовах українській, угорській, англійській. Композиція знаходиться на вулиці Вакарова, 7.
7. 15 квітня 2013 на пл. Театральна, 8 поряд з Миколайчиком «пришвартувався» пароплав «Карпатія», який першим відгукнувся на сигнали «Титаніка» та врятував частину людей з нього. Скульптура з секретом: всередину можна помістити свічку, й ілюмінатори корабля будуть світитись наче там всередині є життя і нагадує про подвиги та жертви катастрофи «Титаніка».
8. У травні 2013 року до тижня чеської культури було встановлено сімейство «Їглавських їжаків» (три скульптури), які є символом міста-побратима Ужгорода — Їглави, а також символом пива «Єжик», який варять в Їглаві. Скульптури відкрили мери обох міст. Їжачки оселилися на самому кінці металевих перил Київської набережної. Четвертий їжачок знаходиться в місті Їглава Чехія, а пятий поблизу Горянської ротонди.
9. З листопада 2014 року на перилах набережної Незалежності в окулярах та навушниках «сидить» клавішник гурту Deep Purple Джон Лорд, спиною до вулиці Корзо. Скульптурку відкрили під знамениту пісню «Smoke on the water», яку виконав оркестр. У 2024 році скульптор Роман Мурник удосконалив скульптуру додавши до скульптури улюблену сумку музиканта.
10. Бронзова фігурка Енді Ворхола «сидить» на металевих воротах біля Закарпатського обласного музею ім. Й. Бокшая. Скульптуру Енді Воргол презентували 6 грудня 2014 року на пл. Жупанатська, 3.
11. До 40-річчя відкриття головоломки кубика Рубіка було встановлено бронзовий кубик. Технічно можна вважати, що це і не міні-скульптура, бо виконана вона в натуральну величину. Новий міні-пам'ятник розмістили 22 грудня 2014 року недалеко від Свободки — на перилах сходів, що ведуть з Православної набережної до Пішоходного мосту. Тут, також розмістили вказівники із відстанню до європейських міст.
12. До дня народження австрійського композитора Вольфганга Амадея Моцарта 27 січня 2015 року у внутрішньому дворику музичної школи ім. П. Чайковського по вулиці Волошина, 11 встановили міні-скульптуру на його честь, адже композитор жив і творив в період, коли Закарпаття перебувало в складі Австро-Угорської імперії.
13. На вулиці Івана Ольбрахта, 3 в останній день січня 2015 року було відкрито скульптуру останнього закарпатського опришка Миколи Шугая На перилах найстарішоі кав'ярні «Під замком» з гвинтівкою в руках «присів» славний розбійник про якого написав Ольбрахт у своєму романі «Микола Шугай — розбійник». Копія знаодиться на Синевирському перевалі.
14. На мурованій стійці вхідних воріт спеціалізованої словацькомовної школи № 4 в Ужгороді відкрили міні-пам'ятник сержанту американської армії русинського походження зі Словаччини Майклу Стренку. Він відомий тим, що був учасником бойових дій в Азіатсько-Тихоокеанському регіоні Другої світової війни, входив до групи солдатів, які піднімали прапор на Іодзімі. Скульптуру встановлено 17 лютого 2015 року на вул. Жупанатській, 10.
15. До дня народження відомого фокусника, ілюзіоніста Гаррі Гудіні 24 березні 2015 року на пл. Богдана Хмельницького, 2, перед входом до готелю «Ужгород» встановили міні-пам'ятник на його честь. Гаррі — угорець, народився у Будапешті. А його бабуся — мігрантка із села Йовря (нині — Сторожниця Ужгородського району). Гаррі — майстер неймовірних звільнень від найнадійніших пут і замків. Тому скульптуру встановили на металевий загратований постамент, сюди можна буде чіпати свої замки, які симовлізують проблеми, що у будь-якому випадку можуть бути вирішені. Бронзові руки фокусника теж у замках. Копія знаходиться в місті Будапешт.
16. Міні-скульптуру «Ейфелева вежа» було встановлено до Днів французької культури в Україні та з метою порятунку останнього старовинного ліхтаря Ужгорода на розі вулиць Капітульної та Духновича поруч з греко-католицьким собором на останньому старовинному стовпі в Ужгороді. Висота ужгородської копії Ейфелевої вежі складає всього 16 см, а вага — 1 кг чистої бронзи.
17. Найвіддаленіша від центру мініатюра розміщена біля входу у ресторан «Кілікія», що по вул. Дитяча, 1-г (на об'їзній дорозі, мікрорайон «Шахта») 08.12.2015 року. Скульптура «Маннекен піс» або «Хлопчик з чубом, що пісяє» знаходиться у символічному місці — на центральному європейському роздоріжжі: до Словаччини, 20 — до Угорщини і кілька сотень до 12 європейських столиць, які ближче, ніж Київ. Цікаво також, що саме в цей день популярний ресторан «Кілікія» відзначав свій дев'ятий День народження.
18. Скульптурну композицію «Малий Уж» або «Дві рибини» встановили на згадку про Малий Уж — невеличку річку, яка була притокою Ужа і протікала центром міста (сучасні вул. Підградськіа та Фединця) з XVI ст. до 1930-х років ХХ ст. Між Великим і Малим Ужем утворювався острів, на якому стояв замок. Відомо також, що на цій річечці був водяний млин, з борошна, яке тут мололи, ужгородці пекли свіжий хліб. На відміну від інших міні-скульптур, ця створена із нержавіючої сталі, кована, бо в Ужгороді скульптура була на той час розвинена не надто добре. Дві риби на жердині символізують Великий та Малий Уж, а їхня срібляста луска — це блискучі річкові хвилі. Встановили композицію 7 лютого 2015 року на ліхтарі на вулиці Фединця, на розі з провулком Гірчичне зерно.
19. До Дня свого народження Ужгород отримав чудовий подарунок — 3 міні-скульптури: Бейли Бартока, Винороба та Мухаммеда аль-Ідрісі. На набережній Ужа, навпроти будівлі Генерального консульства Угорщини, «оселився» Бейла Барток. Міні-пам'ятник відомому угорському композитору відкрили до 80-річчя від дня його смерті 25 вересня 2015 року на Православній набережній, 12. На маленькій табличці поруч із скульптуркою вказана частота угорського Радіо Барток (105.5), на якому часто лунають його твори. Копія знаходиться в місті Виноградово. У 2020 було встановлено оновлену скульптуру, яку зробив скульптор Роман Мурник.
20. Мініскульптуру «Винолюбу» встановили під час святкування Дня міста на честь кращих виноробів України — закарпатських. 26 вересня 2015 року в центрі Ужгорода, відкрито міні-скульптуру князю Ференцу Ракоці ІІ, який у XVIII столітті полюбляв випити карпатського вина. Скульптура знаходиться над винними підвалами, вулиця Ольбрахта, в сквері Центру гунгарології.
21. Мініскульптура Мухаммад аль-Ідрісі присвячена відомому арабському мандрівникові і географу, завдяки якому у 1154 році на карті Європи з'явилася перша згадка про Ужгород. Композиція виконана у вигляді столика, за яким, поруч із міні Мухаммадом, можна випити філіжанку кави біля книжкового магазину «Кобзар», що на вул. Корятовича, 1. Відкриття скульптурки 27 вересня 2015 року приурочили до Дня туризму, позаяк Мухаммад аль-Ідрісі був знаним мандрівником і об'їздив у давнину чимало земель. Скульптуру відновлено скульптором Романом Мурником.
22. 14 грудня 2015 року на Православній набережній неподалік Генерального консульства Угорщини в Ужгороді відкрили мініпам'ятник подружжю володарів Ужгородського замку — графу Міклошу Берчені та його дружині Крістіні Чакі[5].
23. Угорський художник Тіводар Чонтварі приїхав в Ужгород на ковзанах на Православну набережну, (відразу біля пішохідного мосту). Урочисте відкриття пам'ятника Тівадару Костка Чонтварі відбулося 10 березня 2016 року, а перехід на нове місце відбувся 5 липня 2023 року - у честь 170-річчя з дня народження художника.
24. 7 травня 2016 року на кам'яному мурі Ужгородського замку (вул. Капітульна, 33) встановили пам'ятник князю Лаборцю, який заснував місто над Ужем та Ужгородський замок. Лаборець був князем білих хорватів. Бронзовий князь Лаборець, скручений бронзовим шнуром і символічно прикріплений до металевого меча, є ніби його руків'ям. Таке символічне зображення князя нагадує про його трагічну загибель: Лаборця вбили нападники, утопивши в річці Ондава, яка зараз називається Лаборець (протікає через словацьке місто Міхаловці і впадає на території Словаччини у річку Уж).
25. 25-ту річницю Незалежності України Ужгород зустрів новою тематичною міні-скульптуркою. Скульптура «Єдина» — це демонстрація єдності України, котру наче шоколадку, хтось так і хоче відкусити. Тож скульптура має вигляд плитки шоколаду, за формою вона повторює територію нашої держави. 24 серпня 2016 р. «шоколадку» встановили на кам'яній огорожі на площі Поштовій.
26. Нова скульптура (29.11.2016 р), яка розташована на Ботанічній набережній біля ужгородської філармонії та пішохідного мосту, присвячена мультиплікаційному Кукоцу — талісману карпатських рибалок. За легендою, перед риболовлею треба обов'язково потерти носик бронзового черв'ячка на хороший кльов. Носик спеціально зробили більшим, щоб надовше вистачило. Цей черв'ячок — персонаж популярного угорського дитячого мультфільму під назвою «Великий ри-ри-ри Рибалка», автором якого є графік, лауреат премії Кошута Ференц Шойдік. Хоч мультфільм і складається всього з 26 серій, але цього вистачило, щоб ціле покоління дітей полюбило цю казку. «Маленький черв'ячок» став уже 27 міні-скульптурою, що прикрашає Ужгород і щодня радує його жителів. Копія знаходиться в місті Будапешт. У 2020 було встановлено на новому місці, відновлену скульптуру зробив скульптор Роман Мурник.
27. В Ужгороді біля обласної філармонії 27.12.2016 року відбулося відкриття нової міні-скульптури — Ханукії.
28. Міні-скульптурку під назвою «Hallom» відкрили 17 вересня 2017 р. на честь дня народження Тивадара Пушкаша. Саме цьому угорському винахіднику належить розробка першої телефонної станції. Цікавим є той факт, що найпопулярніше телефонне привітання «алло» походить з угорського «hallom», що в буквальному перекладі означає — «чую». Саме це слово промовляв Пушкаш під час випробувань першої телефонної станції, його сім'я мала пряме відношення до Ужгорода. Міні-скульптурку розмістили біля входу до будівлі головного відділення «Укрпошти» (пл. Поштова, 4) в обласному центрі Закарпаття. 120 років тому в Ужгороді з'явився телеграфний зв'язок. На той час він з'єднував Ужгород з Будапештом.
29. 11 листопада 2017 року до 100-річчя «Жовтневої революції» відкрили міні-скульптуру «Hasta la vista, Lenin». Це металевий вагончик, у якому замуровано бюст Володимира Леніна, встановили неподалік залізничного вокзалу. Ужгород був один із перших міст України, де прибрали пам'ятник Леніну. Ця символічна скульптура, якою всі бажаючі остаточно попрощаються з епохою «радянського вождя». До речі, у вагончику знаходиться справжній бюст В. І. Леніна — один із мільйона екземплярів, які за часів СРСР стояли чи не у кожному державному кабінеті. Мініскульптура «Hasta la vista, Lenin» стала 28-ю мініатюрною візитівкою обласного центру Закарпаття.
30. 2 грудня 2017 року, в Ужгороді відкрили нову міні-скульптуру. Тепер обласний центр Закарпаття прикрашають 30 міні-візитівок міста. Фігурку першого губернатора Закарпаття Георгія Жатковича встановили перед входом до будівлі Закарпатського обласного художнього музею ім. Йосипа Бокшая (пл. Жупанатська, 3), де колись розташовувалася місцева адміністрація — Жупанат. Приурочили відкриття скульптурки «Liberty Bell» до дня народження громадського діяча та першого губернатора Закарпаття, який народився 2 грудня 1886 року, а 2 грудня 1920 року в Ужгороді проголосили День свободи. Відтепер 2 грудня 2017 р. буде асоціюватися і з відкриттям міні-скульптури «Liberty bell». Мініатюрний Григорій Жаткович сидить на «дзвоні Свободи» — головному символові американської історії боротьби за незалежність від Великої Британії. Скульптор Михайло Колодко зберіг на легендарному дзвоні тріщину та викарбував слова з Біблії: «Нехай свобода буде проголошена через цілий світ усім жителям його!».
31. Ювілейною ж, 30-ю, ужгородською міні-скульптурою стала мініатюра «Лебедине озеро» на транспортному мосту через річку Уж. Маленький телевізор зафіксував зображення культового балету Петра Чайковського, який свого часу транслювали під час радянських переворотів. Презентували загалу «перший телевізор над Ужем» скульптор Михайло Колодко, туризмознавець Федір Шандор та ведуча обласного телебачення Ростислава Джумурат. Символічно, що телескульптурка знаходиться поблизу головної телевежі Закарпаття. Приводом до відкриття нової туристичної родзинки став Всесвітній день телебачення (21 листопада), який Генеральна Асамблея ООН проголосила у 1996 на честь дати проведення першого Всесвітнього телевізійного форуму в Організації Об'єднаних Націй. Фігурку у виді телевізора, на якому показують «Лебедине озеро» встановили на Київській набережній 21.10.2017 року.
32. 4 травня 2018 р. оновлену огорожу дендросаду (вул. Ф. Ракоці, 3) поблизу Ужгородської міської дитячої лікарні прикрасили міні-скульптуркою. Це пам'ятник педагогу та великому любителю природи Іштвану Лаудону. Це вже 32 міні-скульптурка в Ужгороді. Подія присвячена 130-річчю саду Лаудона. Наприкінці ХІХ століття педагог і натураліст, доктор Ужгородської Королівської католицької гімназії Іштван Лаудон зробив подарунок місту — започаткував сад рослин, які привозив із подорожей у різні країни. Сад став унікальним не лише для міста: тодішній парк Лаудона вважався одним із найбільш унікальних в Австро-Угорській імперії. Сад простягався від вулиці Собранецької до нинішнього пам'ятника Пушкіну, налічував близько двох сотень екзотів. Із розбудовою міста сад Лаудона поступово забудовували, нинішній парк із десятком дерев — те, що від нього залишилося. Збереглися у парку і найбільше в Україні та найстаріше на Закарпатті гінкго, тис ягідний, кипарис болотний, сосна чорна (австрійська), криптомерія японська, магнолія Суланжа, бук лісовий, що зазвичай росте на висоті більше 300 м над рівнем моря, а тут — на 120-метровій висоті. Кілька дерев дендропарку входять до міжнародної Червоної книги. 2017-го біля дитячої лікарні посадили ще 2 екзотичні дерева, які росли колись серед насаджень Лаудона, але загинули приблизно у 70-х роках — кипарисовик Лавсона і тсугу канадську.
33. 5 травня 2018 р. відбулося відкриття 33-го міні-пам'ятника. Скульптура розповідає про метеорит Княгиня — найбільший відомий метеорит в Європі, падіння якого зафіксоване в новітній історії. Пам'ятник метеориту Княгиня встановлений на пл. Ш. Петефі, на перилах навпроти цукрарні Валентина Штефаньо. Це не випадково, нещодавно його бренд почав виготовлення цукерок «Метеорит», якими він пригостив всіх, хто зібрався на відкритті міні-скульптури. А автобусна зупинка поруч тепер також названа на честь найбільшого європейського метеориту.
34. Скульптура «Наполеон» 34-та за ліком, яка з'явилася на початку липня 2018 р. на території пекарні «Дік», що на вулиці Коритнянській, має стосунок до гастрономічного тістечка. Адже в 60-х роках на Закарпатті, зокрема, неподалік Ужгорода, знімали фільм «Ватерлоо» про Наполеона. Хоч ця історична постать і не має напряму стосунку до обласного центру Закарпаття, але є впізнаваною для туристів.
35. 28 жовтня 2018 року нова скульптурка з'явилася в Українсько-угорському навчально-науковому інституті УжНУ (мкр БАМ). Тут «поселили» відомого не лише угорцям поета Яноша Араня. Приурочили відкриття міні-скульптури до 55-річчя створення кафедри угорської філології в Ужгородському університеті та 10-річчя Українсько-угорського навчально-наукового інституту. Що стосується міні-скульптури Араня, то ця постать для угорських філологів — символ. Не так давно вони святкували його 200-й день народження.
36. 1 вересня 2018 р. біля вхідних дверей Ужгородської дитячої школи мистецтв (пл. Ш. Петефі, 20) встановили 36-ту міні-скульптуру. Це скульптура Ференца Еркеля — угорського композитора, піаніста, диригента, засновника національної опери.
37. Родина ужгородських міні-скульптур поповнилася 38-ю знаковою фігурою. Цього разу на перилах Ужгородського угорського дому, що на вул. Мукачівській, 54, зайняв місце легендарний угорський поет, публіцист, критик та політичний діяч Ференц Келчеї. Історики стверджують, що творчість і діяльність поета значно вплинули на Лайоша Кошута та революційно-демократичну молодь, очолювану Шандором Петефі. Але найбільше Ференц Келчеї відомий як автор угорського національного гімну. Він неодноразово відвідував Ужгород та написав вірш про Хуст.
38. Пам'ятник з міні-копією «Святої корони» має вигляд прямокутного стовпа з чорного полірованого каменю, на якому угорською мовою зафіксовані основні історичні віхи, що стосуються предмету вшанування. Текст українською є на тильному боці постаменту, однак оскільки пам'ятник встановлено на газоні і заднім боком мало не впритул до огорожі, то ні побачити, ні прочитати його неможливо. у 1805 році корона перебувала в Ужгороді, Середньому, Мукачеві. Згори на камені встановили бронзову міні-копію корони Святого Іштвана на подушці — так, як цю угорську реліквію експонують зараз у будівлі парламенту Угорщини в Будапешті. Автором міні-корони є Михайло Колодко. Міні-корону встановлено біля Генерального консульства Угорщини в Ужгороді 19.03.2019 р.
39. Міні-скульптура «Іштван Дєньдєші — перлина Ужгорода». 25 серпня виповнилося 390 років з дня народження відомого поета Іштвана Дєньдєші. З цієї нагоди відкрили 40-ву міні-скульптуру у вигляді перлини в мікрорайоні Радванка, біля найстарішого житлового будинку Ужгорода. Скульптурну композицію виконали скульптори Роман Мурник та Степан Руснак.
40. Біля пам'ятника президенту Карпатської України Августину Волошину, що знаходиться в Ужгороді на набережній Незалежності, 9 в останній день березня 2016 року встановили міні-скульптуру «Воїни АТО». Коваль, який вдихнув життя в фігурки воїнів, побажав залишитись інкогніто.
41. Міні-скульптура «Кавовий ростер». Скульптор Андрій Возницький. Пам'ятник першому ужгородському кавовому ростеру, розташований на площі Фенцика.
42. Міні-скульптура «Закарпатський кіфлик», 42-га в Ужгороді. Кіфлик — це закарпатське печиво у формі загнутої підківки посипаної цукром-пудрою. Робиться з різноманітними начинками —- горіховою, маковою та з лекваром. Кіфлик відкрили 9.09.2019 р. на вулиці Собранецькій біля ТЦ «Дастор». Виготовляли двоє скульпторів Степан Руснак та Роман Мурник.
43. Міні-скульптура «Другет». 14 грудня 2019. Вона присвячена роду Другетів, що має франко-італійське походження, але мав безпосередній стосунок і до Закарпаття. З ним пов'язують заснування Ужгорода (Унгвара) як міста. Другетам також належали Невицький та Ужгородський замки. Місце для встановлення статуетки обрано не випадково (сквер біля хімфаку) — «Другет» дивиться на замок, а позаду нього знаходиться колишня гімназія, що носила його ім'я. Виготовляли двоє скульпторів Степан Руснак та Роман Мурник.
44. Міні-скульптура «Масарик». 21 грудня 2019. Символічно, що публічна міні — скульптура президенту Чехословаччини Масарику розташована коло ЗОШ № 3, що збудована саме за його сприяння, та була 100 ювілейною школою. Вона знаходиться на Набережній Незалежності, у мікрорайоні Галаго, що забудований у період входження сучасного Закарпаття у Чехословаччину. Її автори: скульптор Роман Муркник, та коваль Степан Руснак.
45. Міні-скульптура «Фрідман Мілтон». 18 грудня 2019. Її відкрили на вулиці Гойди. Родина видатного американського економіста Мілтона Фрідмана — вихідці із сучасного Закарпаття. Єврейська родина мешкала у тодішньому Береґсасі (нині Берегово). Сам Мілтон народився уже в Нью-Йорку у 1912 році. Цікаво, що він єдиний нобелівський лавреат із закарпатським корінням. Премію він отримав за патентування монетизації.
46. В місті Ужгород, 3 травня 2021 року, встановлено міні-скульптуру «Cipő», на честь музиканта і композитора Ласло Боді з відомого рок-гурту «Republic», який родився в Ужгороді. Скульптор Роман Мурник, меценат встановлення громадське об'єднання «АРМАДА КАРПАТ»(керівник Роман Мегела).
47. 27 червня 1906 року в Ужгороді відбувся виступ всесвітньовідомого американського колективу «Дикий Захід» на чолі з Вільямом Фредеріком Коді на прізвисько "Баффало Білл. У грандіозному шоу тоді взяли участь близько 1300 людей та тварин. Після європейських столиць відвідини Ужгорода «Диким Заходом Баффало Білла» стали справжньою сенсацією. Міні-скульптуру «Дикий Захід Баффало Білла» створила скульпторка Емма Русин. Зображено: індіанець Сидячий Бик, Баффало Білл. Відкриття відбулося 6 липня 2021 року.
48. Міні-скульптура «Закарпатські чемпіони», присвячена місцевій команді з американського футболу «Ужгородські лісоруби», які тричі ставали Чемпіонами України в Суперлізі. Міні-пам'ятник зображує втомленого гравця-футболіста. Скульптура встановлена на кованому спортивному шоломі. Автор — Роман Мурник. Скульптурка розташована на виготовленому закарпатськими ковалями спортивному шоломі, на якому розважливо сидить бронзова фігура втомленого, але задоволеного спортсмена який щойно заніс переможний тачдаун. Міні-пам'ятник присвячений місцевій команді з американського футболу «Ужгородські лісоруби», яка є триразовим чемпіоном України в Суперлізі з американського футболу. Скульптурна композиція доповнена пішохідною доріжкою та двома флагштоками з прапорами України та США, які будуть оновлюватися на дні незалежності країн — 4 липня і 24 серпня.
49. Поблизу Горянської ротонди, 26 вересня 2021 року відкрито міні-скульптуру «Ротонда Св. Анни», що присвячена найстарішому діючому храму Закарпаття. На постаменті з місцевого андезиту встановлено бронзову скульптуру найстарішої частини ротонди, що розташова на розгорнутій книзі, Свята Анна покровителька книг і книгодрукування, з літерами Альфа та Омега. Меценат Василь Гомонай, скульптор Роман Мурник та коваль Степан Руснак, ініцатива о. Богдан Савула.
50. Міні-скульптура «торт Ужгород», встановлена 27 вересня 2021 поруч з біологічним факультетом УжНУ, з нагоди 10-ї річниці торта Ужгорода від кондитера Валентина Штефаньо, свята ХрестоВоздвиження та Всесвітнього дня туризму. Скульптор Роман Мурник.
51. 15 липня 2022 року, в Ужгороді, поблизу мосту Масарика відкрили міні-скульптурку — відомий персонаж Кртчек — кріт із популярного чехословацького мультфільму, на якому виросли кілька поколінь закарпатців. Автор скульптурки — Роман Мурник. Мультфільму про крота виповнилося у 2022 році — 65 років. "Автором цього мультика є Зденек Мілер — чеський художник, ілюстратор. Мультик  став одним із символів Чехословаччини. Цей персонаж — кротик — боровся проти урбанізації. Місто на нього весь час наповзало і він був дуже актуальним у ту епоху, і залишається актуальним і зараз.
52. У День захисників та захисниць України, у День УПА, день козацтва та Покрови — 14 жовтня 2022 року, в Ужгороді відкрили міні-скульптуру «Наші козаки» — козакам Око, Грай і Туру — героям мультфільму, перша серія якого вийшла у світ 55 років тому. Скульптор — Роман Мурник. Міні-скульптурку встановили у скверику-альпінарії поблизу художнього музею в Ужгороді. Цікаво, що козаки озброєні сучасними озброєння: джавеліном, каскою та автоматом, а на їх плечах є номери: 1,2,8. Це номер закарпаської 128 бригади.
53. На залізничному вокзалі Ужгорода до Дня залізничника (4 листопада 2022 року), було відкрито традиційну для міста скульптурку «Валіза 2022 року», яка символізує собою ті миті історії коли Україна стала єдиною в собі через взаємну допомогу, терпіння та присвячена всім працівникам української залізниці які у важкі моменти надпотужно допомогли внутрішнім мігрантам, біженцям, ЗСУ, волонтерам дістатися до безпечних місць. Важка камінна валіза (з піщаника — символізує мільйони переселенців та воїнів України), з кованою залізною ручкою (символ залізної колії) з м'якою дитячою іграшкою зайчиком (водночас це, символ слабкої людини і символ щасливого випадку) є зафіксованим образом-миттю мігрантів на багатьох вокзалах світу. Скульптор — Роман Мурник.
54. 31 грудня 2022 року в Ужгороді зявилася скульптура, що присячена знаменитому мему російсько-української війни «Професор з окопу». Бронзова скульптура бородатого солдата-професора УжНУ що з окопів читав лекцію студентам та став найвідомішим образом воїнів-закарпатців у світових мас-медіа. Скульптор — Роман Мурник. Поруч зі скульптурою стилізований ноутбук та горнятко кави.
55. 15 квітня 1963 року, тобто 60 років тому, на державному телебаченні Угорщини, яке бачило все населення Закарпаття у період СРСР,  вперше вийшла телепрограма «Вечірня казка – Esti mese” з головний героєм ведмедиком Моці-Моцко (TV Maci ). Тоді ще зображення було чорно-біле, але ведмедик уже чистив зуби і сідав перед телевізором, потім після розповіді лягав спати. На цій позитивній телепрограмі виросло не одне покоління угорців та закарпатців. Творцем та “хрещеною мамою” цього героя-ведмедика, як і «Вечірньої казки», є угорська письменниця Агнеса Балінт, а лялькову фігуру зробив художник Ласло Сабо. Відкриття цієї міні-скульптури, скульптора Романа Мурника, яка стала першою встановленою в 2023 році, і загалом – 55 в Ужгороді, є символом дружби угорського та українського народів.
56. 2 серпня, в Ужгороді, на подвір’ї Ужгородської гімназії №14, (відома як «ромська» школа) відкрили Меморіальний знак пам’яті жертв ромського Голокосту (Пораймосу). Міні-скульптура "Пораймос" у вигляді колеса з міні-скульптурою встановлений у день (2 серпня), який відзначається як Міжнародний день Голокосту ромів. Саме в ніч з 2 на 3 серпня 1944 р. у концентраційному таборі Аушвіц-Біркенау був здійснений акт масового вбивства ромів, коли у камерах загинуло понад 4000 ромських в’язнів. Меморіальний знак встановлений за підтримки німецького Фонду «Пам’ять, відповідальність і майбутнє» (EVZ)[6].
57. В Ужгороді, 11 серпня 2023 року, на центральній опорі Пішохідного мосту, відкрили міні-скульптуру "Ужанська русалонька". Рівно 110 років тому в Копенгагені відкрили скульптуру знаменитої «Русалоньки», і скульптор Роман Мурник, відомий своїми роботами, на честь кількох подій: 11 серпня 1875 року день поховання Ганса Крістіана Андерсена; «Ужгородської регати», де це місце першого причалу; 110-річчя з часу встановлення «Русалоньки» в Копенгагені, Данія; до Міжнародного дня молоді[7].
58. 1 вересня 2023 року — до Міжнародного дня знань, на території головного корпусу УжНу відкрито скульптуру "Alma mater". На гранітному постаменті, сліди зубів (символізую приказку — гризти граніт науки) на бронзовій книзі з поглибленням (тут збиратиметься дощова вода — "сльози студента") є зображення герба УжНУ, а також сидить сова у шапці-конфедератці (символ мудрості). Скульптор - Роман Мурник[8].
59. На бастіоні Ужгородського замку, 9 вересня 2023 року, відкрили 59-ту міні-скульптуру в місті Ужгороді з назвою "Легенди Закарпатських замків" на честь 1130 річниці з дня народження міста. Меценат - Дуран Іван Петрович, скульптор Роман Мурник. Ідея міні-скульптури полягає у вигаданій історії про розсипані скарби — в образі скарбів зібрані легендарні образи кожного із закарпатських замків — це і Лаборець, і Погань-дівчина, і кінь-татош, і лицар Бринда …а можливо справжня історія міні-скульптури про Габріела Другета, який карбував на своїх маєтках фальшиві монети[9].
60. Біля підніжжя Ужгородського замку, 10 вересня 2023 року, відкрили 60-ту міні-скульптуру в місті Ужгороді з назвою "Castrum Ung" на честь 1130 річниці з дня народження міста. Меценат - Микола Жолтані, скульптор Ян-Павло Роман. Замок Унг стоїть на камені, який впав із Замкової гори, у нього вбито бронзовий меч на руківʼї якого знаходиться середньовічна фортеця яка охороняє наше місто.
61. На невеличкій площі, поблизу Ботанічного саду УжНУ, відкрито міні-скульптуру «Екскурсовод», яка присвячена всім працівникам туристичного супроводу, гідам, гірським провідникам.  24 жовтня 2023 року - в памʼять про загиблих гідів у російсько-українській війні (Тараса Гайдука, Івана Дівинця) та на честь  екскурсоводів-воїнів ЗСУ, які захищають українську державу, встановлено бронзову міні-скульптуру, де екскурсовод (за взірець взято образ Тараса Гайдука), біля камʼяних мурів проводить екскурсію. Скульптура встановлена на функціональній велопарківці, яка виготовлена у вигляді Карпатських гір, що символізують всі шість двотисячників  Українських Карпат. Гід знаходиться на найвищій вершині, до якої веде драбина з восьма перекладинами, що символізують вічність подяки і памʼяті.  Скульптор Роман Мурник.
62. 26 жовтня 2023 року в Ужгороді відкрили скульптурку «Спортивний орієнтувальник» Цю подію приурочили 60-річчю спортивного орієнтування в Україні. Урочисте право відкриття отримали учасники першого всесоюзного чемпіонату зі спортивного орієнтування, котрий 60 років тому у далекому 1963 році  відбувся під Ужгородом. Фігуру спортивного орієнтувальника відтепер можна побачити на Київській набережній навпроти будівлі Закарпатського облмуздрамтеатру. Традиційно вона розміщена на перилах набережної. Скульптором виступив Василь Бедрик.
63. 6 грудня 2023 року з нагоди 80-річчя з дня винаходу кулькової ручки в Ужгороді встановлено міні-скульптуру «Ласло Біро». На честь винахідника Ласло Біро. Такі ручки називають на його честь «біроме». Скульптура, створена відомим ужгородським скульптором Романом Мурником, за підтримки Генерального консульства Угорщини (в особі Йожефа Бочкаї) символізує руку винахідника Ласло Біро зі знаменитою ручкою-церузою «ВІС-біроме».
64. 13 грудня 2023 року у Міжнародний день скрипки - зʼявилася  міні-скульптура «Нандор Плотені». Відомий музикант та композитор Нандор Плотені після майже цілого століття повернувся на набережну названу на його честь у 1934 році. На сталевій підставці розташована бронзова скульптура композитора який тримає велику скрипку з трьома струнами кожна з яких означає іменні скрипки які належали відомому скрипалю: Страдіварі, Гварнері, Аматі (букви нанесені на кілки). Скрипка нагадує кохану Євгенію, яка ніжно притулилася до скрипаля, на інструменті зображено обриси коньячного бокалу та пляшки, як нагадування того що Нандор Плотені створив відому гуральню для виробництва бренді. Як свідчення плинності на авангардній зоні залізної підставки розташувався пісочний годинник.
65. У 1963 році, 60 років тому, на державному телебаченні Чехословацької республіки, яке бачило все населення Закарпаття у радянський період,  вперше вийшла телепрограма «Večerníček” яка  через у 1975 році  отримала головного героя дідуся Вечернічка ( Deduško Večerníček). На цій позитивній телепрограмі виросло не одне покоління чехів, словаків та закарпатців. Історія про дідуся з песиком (кувас-Карпатська вівчарка) створена драматургом Анна Мінічова, у створенні саундтреку Grandpa Večerníček брали участь режисер Ладіславом Чапеком, а мелодію склав Ярослав Целба. Відкриття цієї міні-скульптури, скульптора Романа Мурника (дідусь Вечернічек та його песик тримають великий ліхтар, який символізує безтурботне чисте дитинство та вказує на цивілізований європейський шлях карпатських народів), яка стала першою встановленою в 2014 році, і загалом – 65 в Ужгороді, є символом дружби чеського, словацького та українського народів.
66. Міні-скульптура на честь 100-річчя з дня народження Сергія Параджанова. Український та вірменський кінорежисер, сценарист, композитор. Політвязень.  Сценарій фільму «Тіні забутих предків» Сергій Параджанов писав із Іваном Чендеєм, тоді упорядником закарпатських казок. Параджанов жив у Чендеїв, в Ужгороді, майже місяць. Встановлено 66-ту міні-скульптуру, робота скульптора Романа Мурника, 10-го квітня 2024-го року, на постаменті де сполучено гранітний камінь (символ незламності митця) та криці (символ боротьби за правду), на якій  зображено особистий підпис кіномитця. Дві книги символізують кращі твори режисера «Тіні забутих предків» та «Колір граната», зверху покладено кінобобіну на якій вигравіровано літеру «С», що символізує в латині число 100 та української першу букву імені Сергій. В руках у митця половинка гранату що символізує фільм «Колір граната».
67. 20 травня 2024 року, в Ужгороді, у Всесвітній день бджіл, скульптор Роман Мурник та Людмила Переста (перший дегустаційний зал меду в Україні «Медовий дім Перест», Мукачево) відкрили 67-му міні-скульптуру «Бджілка Майя». Відкриття відбулося до 100-річного ювілею з дня першого українського перекладу історії бджілки відомим українським дитячим письменником Спиридоном Черкасенко. Німецьку казку Черкасенко переклав і опублікував, коли жив в Ужгороді, на Закарпатті. Скульптура відкрита поблизу крайового будинку «Просвіта», де виходив україномовний журнал для дітей та юнацтва «Пчілка», в якому було опубліковано переклад «Бджілка Майя». До речі, рівно 100 років тому німецький фотограф Вольфрам Юнгханс створив повнометражний кінофільм «Бджілка Майя».
68. 4 липня, у День Національної поліції України, в Ужгороді відкрито 68 міні-скульптуру «Патрульний поліцейський-артилерист», скульптор Роман Мурник.  Бронзову міні-скульптуру, що уособлює собою поліцейського-учасника бойових дій, який дає наказ до пострілу артилерії по ворогу, встановлено на символічному постаменті, зробленого з артилерійських гільз скріплених крицею. Патрульний поліцейський опирається на щит оборони висотою 18 см (нагадування про те що у 2018 році створено Національну поліцію України), на якому зображений воєнний символ поліції України - «хижак».
69. Вшановуючи закарпатську легенду про те що міцний закарпатський фундук може розколоти лише справжній закарпатський інструмент. меценати з відомої фундучноі плантації Закарпаття встановили в місті міні-скульптуру «Міцний горішок», скульптора Романа Мурника  1 вересня 2024 року на честь Дня знань (як символ - наука це міцний горішок) 69-ту міні-родзинку міста.
70. Однією з найяскравіших і найталановитіших постатей в історії Закарпаття є угорський, вірменського походження, художник, графік та авторитетний педагог – засновник нодьбанської школи живопису Шимон Голлоші. Нодьбанська художня школа, справила великий вплив на формування закарпатської школи живопису. 8 вересня 2024 року в честь дня міста Ужгорода, на набережній Православна було відкрито, вже 70-ту, міні-скульптуру Шімона Голлоші, робота Романа Мурника.
71. На площі Театральна, 13 вересня 2024 року було відкрито міні-скульптуру «ROTARY” на честь 95-ти річчя Ротарійського руху на Закарпатті, та 30-ти річчя відновлення Ротарі Клуб Ужгород. Скульптор: Ян Павло Роман
72. Міні-скульптура на честь 175-річчя з дня народження Міхая Емінеску. Найвідоміший румунський поет, публіцист, громадсько-культурний діяч, класик румунської літератури. Міхай Емінеску неодноразово бував в Ужгороді, де зустрічався зі своїм студентським товаришем та місцевою елітою. Встановлено 72-ту міні-скульптуру, роботи скульптора Романа Мурника, 1 грудня - до Дня Національної єдності Румунії. На гранітному постаменті сидить бронзова скульптура поета, а на фронтальному боці постамента автограф поета та напис «Сквер Українсько-румунської  дружби», на тильному боці - титульна сторінка твору  «Ангел і демон».
73. 5 грудня 2024 року, до 105 річниці Першої міжнародної презентації, а відповідно і Міжнародного тріумфу українського "Щедрика", скульптор Роман Мурник (Roman Murnik) встановив міні-скульптуру «Щедрик». На зимовій годівничці сидить батько пісні - композитор Микола Леонтович, поруч з яким пташки два щедрика лісових, відтворюючи слова пісні «Щедрик, щедрівочка…», а знизу «…прилетіла ластівочка..». Всередині  годівнички різдвяний дзвіночок - нагадування про «Carol of the Bells». Скульптурна композиція розташована на стіні, де нанесено перші слова з всесвітньовідомого твору.
74. 6 грудня відзначається день закарпатської кави, з нагоди цієї події було встановлено міні-скульптуру “Кава Sisi”. Єлизавета Баварська (Єлизавета-Амалія-Євгенія, герцогиня Баварська), відома як Сісі, вмостилася на перилах Київської набережної з фінджею кави. Як стверджує легенда імператриця Австрії та королева Угорщини любила випивати щоранку особливу каву - ранкове еспресо з кавовою ложечкою барацк-палинки. Винахід імператриці сподобався багатьом і з того часу в більшості кавʼярень Австро-Угорщини подавали неповторну «каву Sisi”. Скульптор - Роман Мурник.
75. До 115-річниці з дня народження, в Ужгороді, 15 січня 2025 року, скульптором - Романом Мурником, встановлено 75-ту міні-скульптуру присвячену  живописцю, графіку, заслуженому та народному художнику України - Фе́дору Мана́йло.
76. 26 липня 2025 року, в Закарпатському музеї народної архітектури та побуту, відкрили міні-скульптуру «Цвіт Папороті».  Квітка папороті увіковічнилася в бронзі, щоб кожен охочий міг завжди знайти її цвіт, доторкнутися до нього та загадати бажання. Всередині квітки унгварит - хлоропал, який має дві головні складові - воду та кремній, символізує красу єдності природи та називається в честь міста Ужгород. Скульптор - Роман Мурник.
77. В Ужгороді, 20 червня 2025 року відкрили інтерактивну (спеціальна система дозволяє наповнювати бокали вином з бронзової бочки) міні-скульптуру присвячену Святому Урбану Лангрському - покровителю виноробів та виноградарів Закарпаття, захиснику від граду та буревію. Меценатом виступила відома виноробня - Шато Чопак з Ужанського виноробного регіону Закарпаття.  Скульптор - Роман Мурник.

### Галерея фотографій мініскульптур*
* - перед описом кожного фото, вказано номер згідно до списку вище.

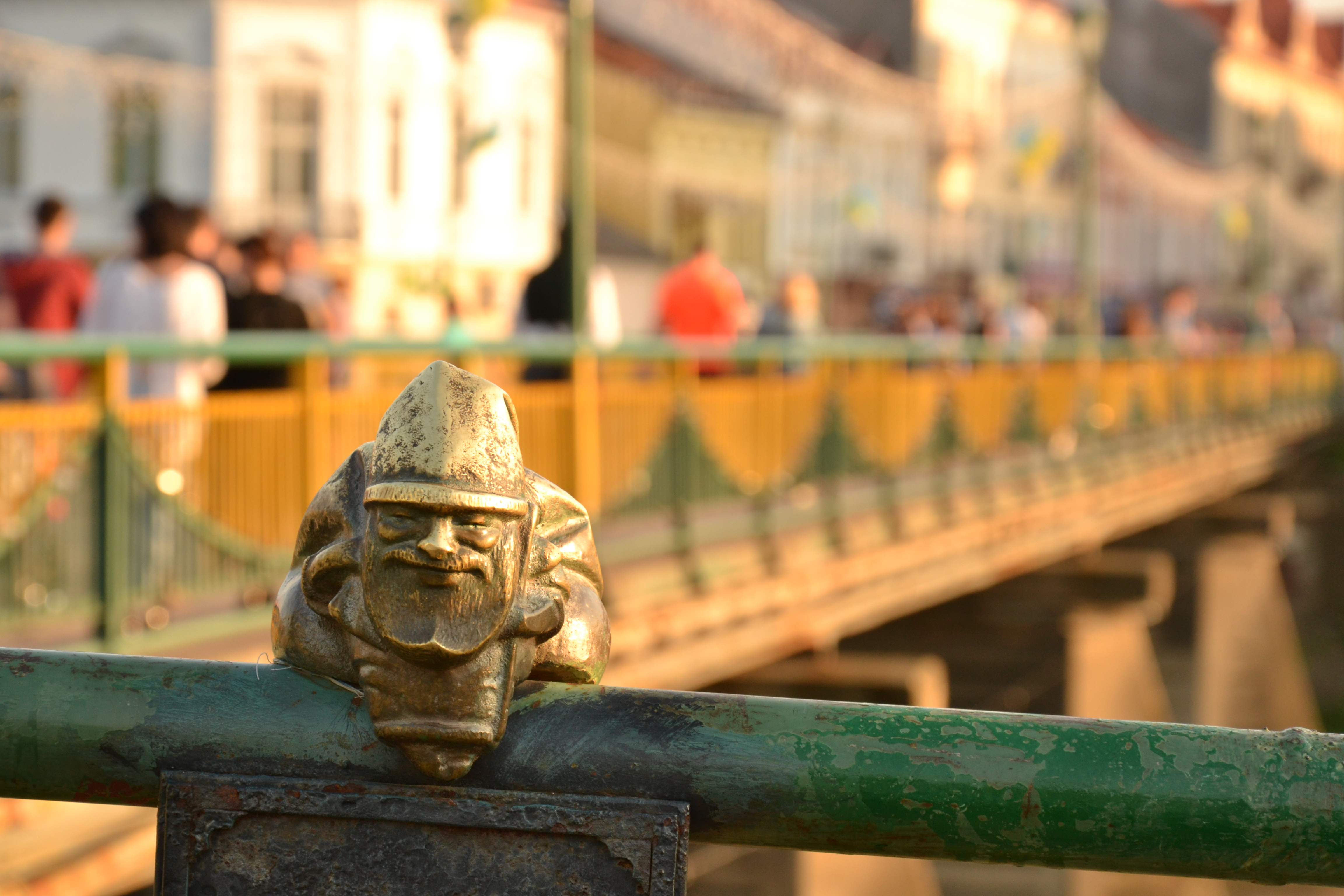
1) «Миколайчик», площа Театральна, 8
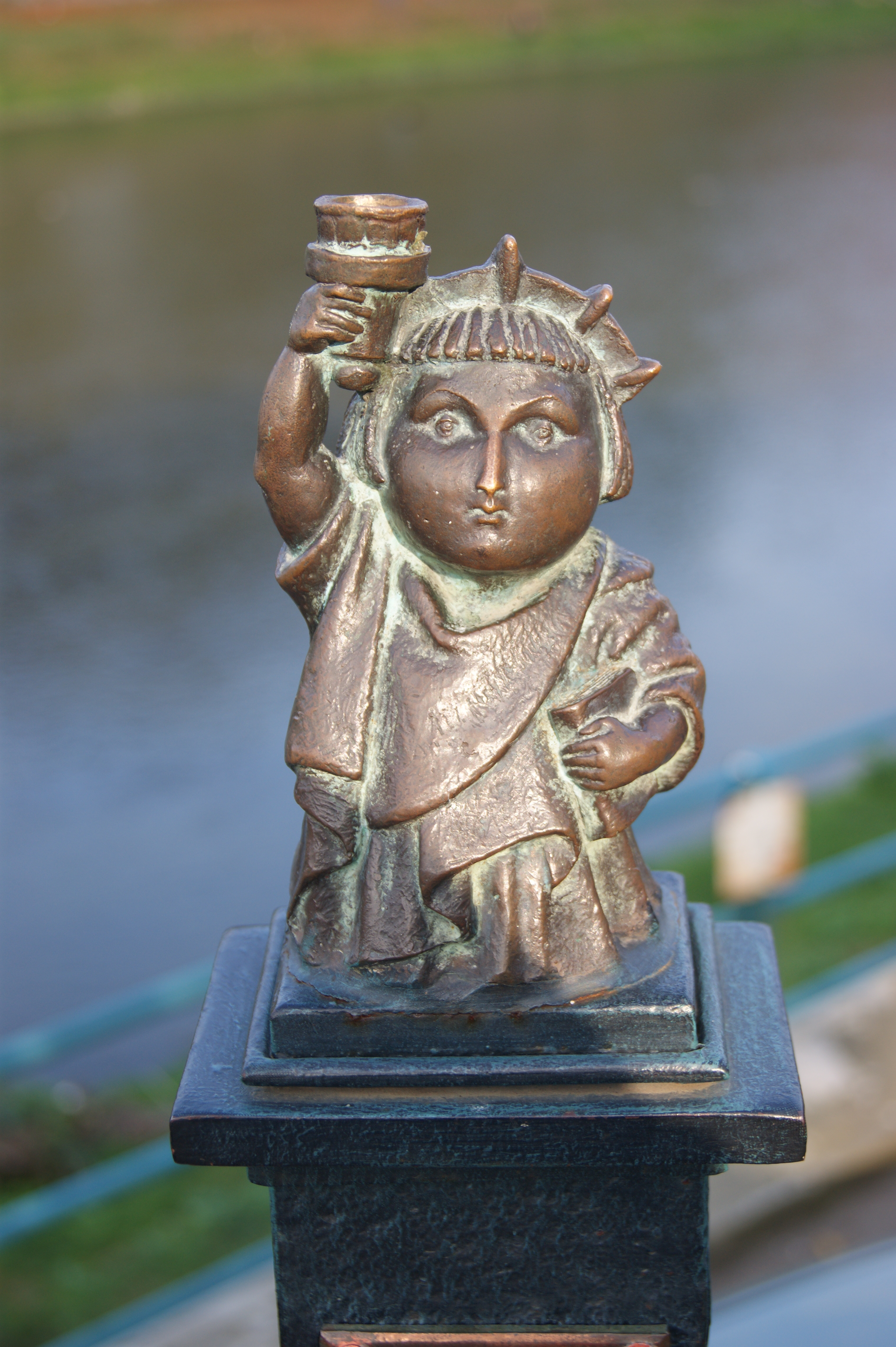
2) Свободка, набережна Православна, 1
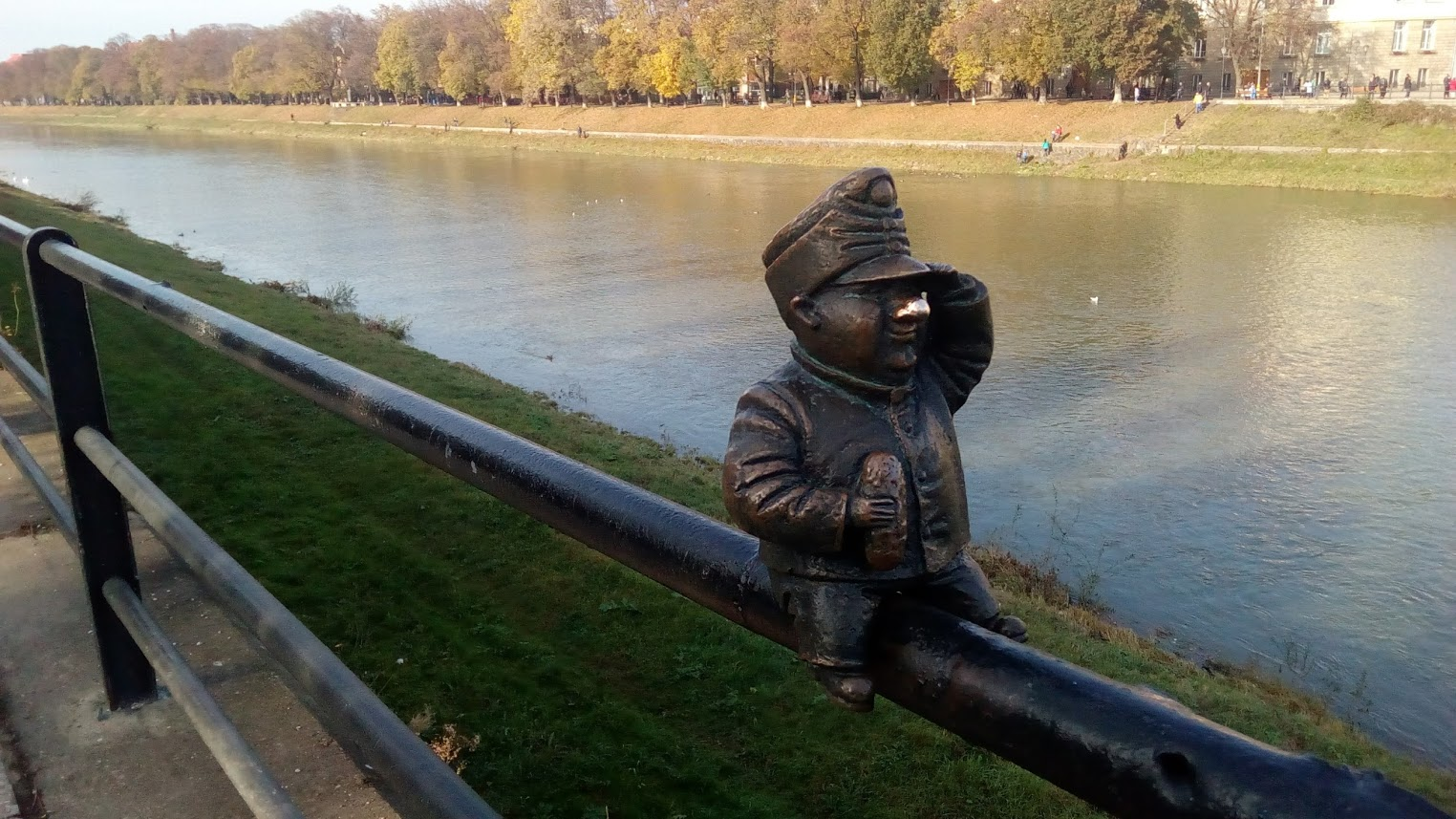
3) Швейк, Київська набережна
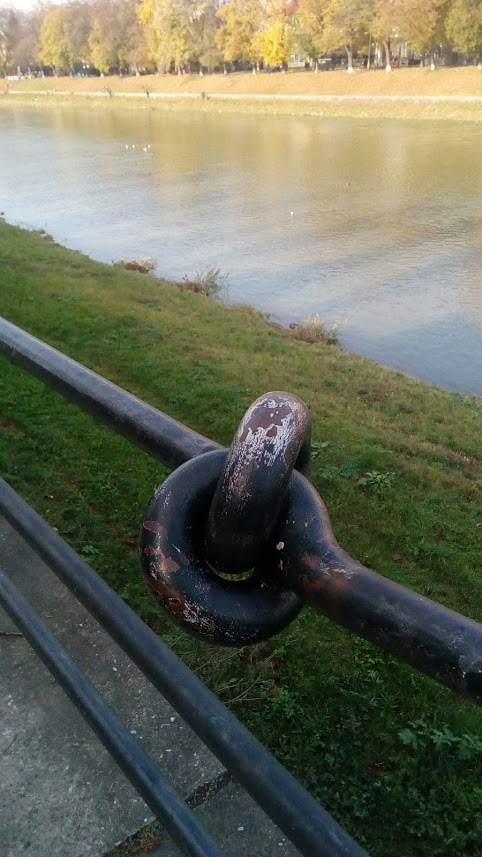
4) Вузол Кротона, встановлена на честь Івана Фірцака на Київський набережній
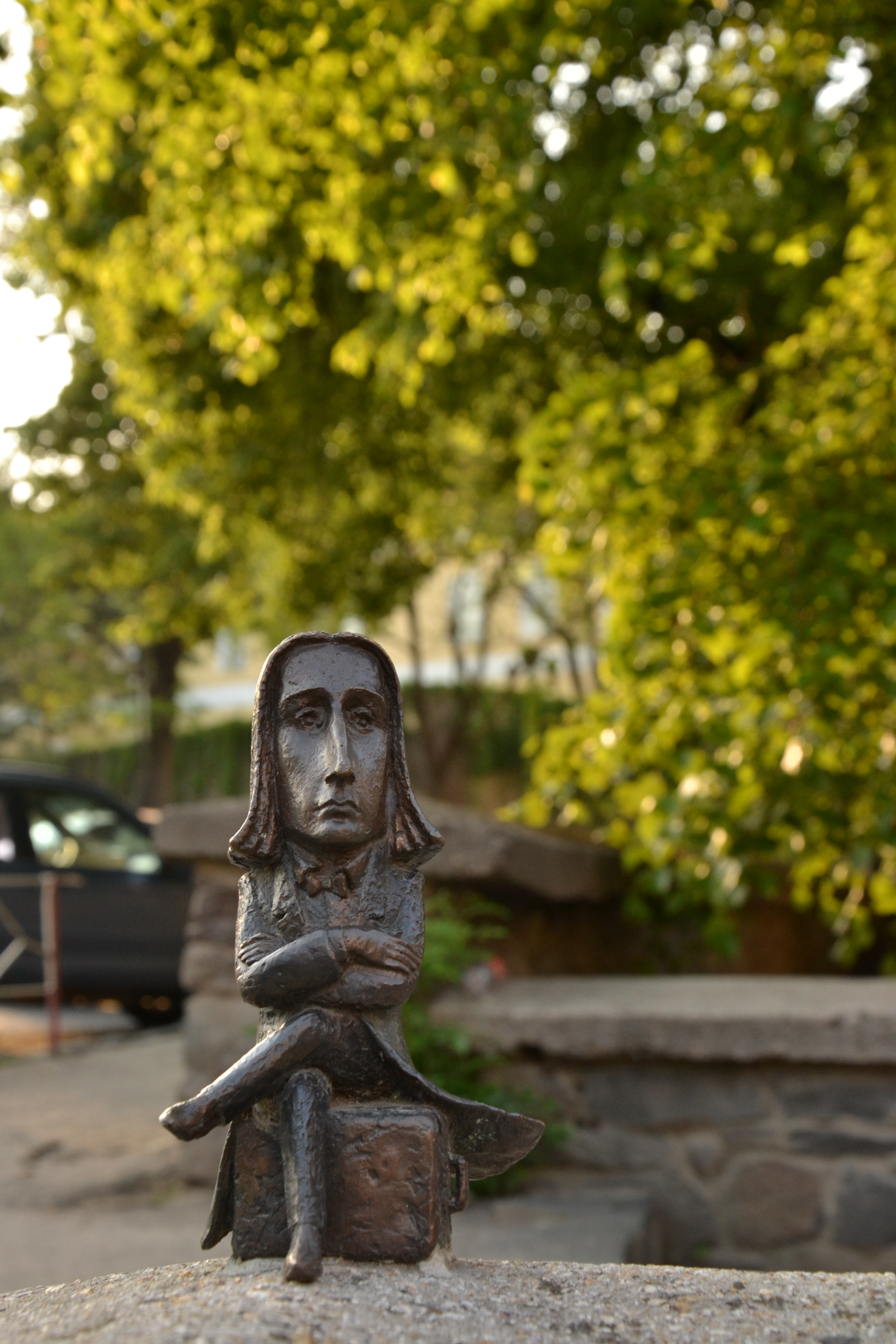
5) Ференц Ліст, на розі вулиць Жупанатської, Фединця та Довженка, відразу за рестораном «Антресоль»
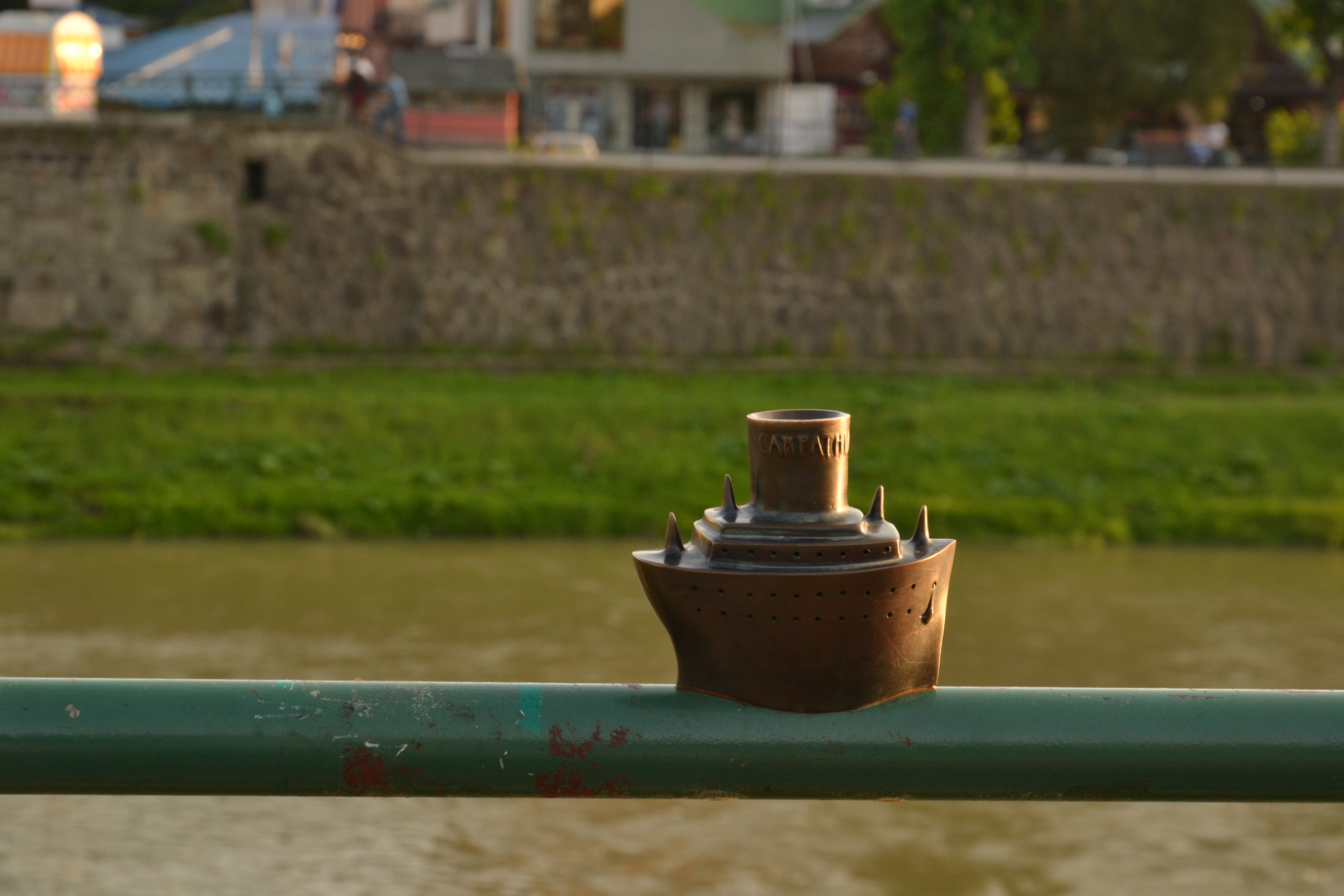
7) Пароплав «Карпатія» пришвартувалася ліворуч від скульптурки «Миколайчика» на перилах річки Уж на площі Театральна, 8
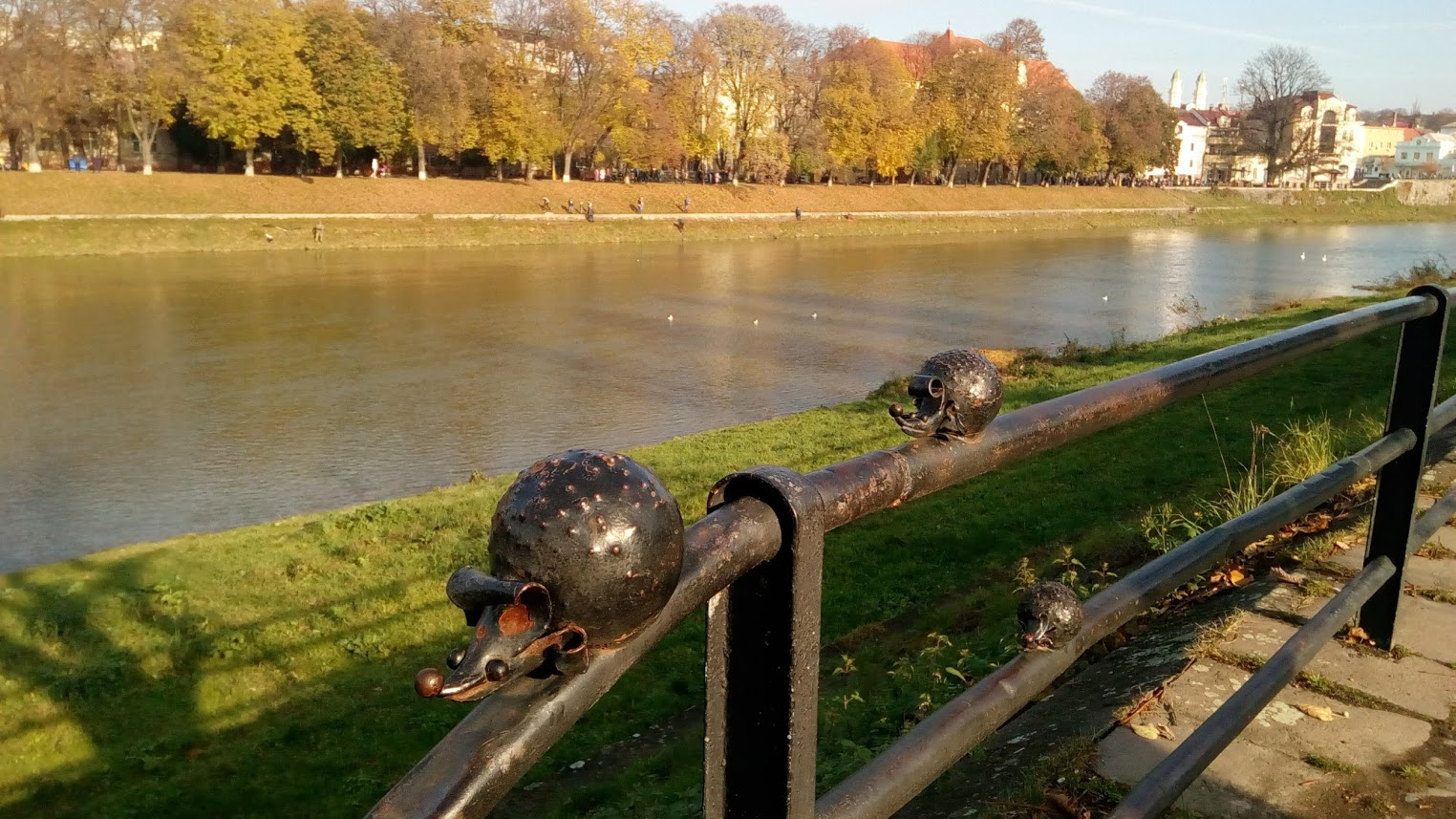
8) Сімейство “Їглавських їжаків”, Київська набережна
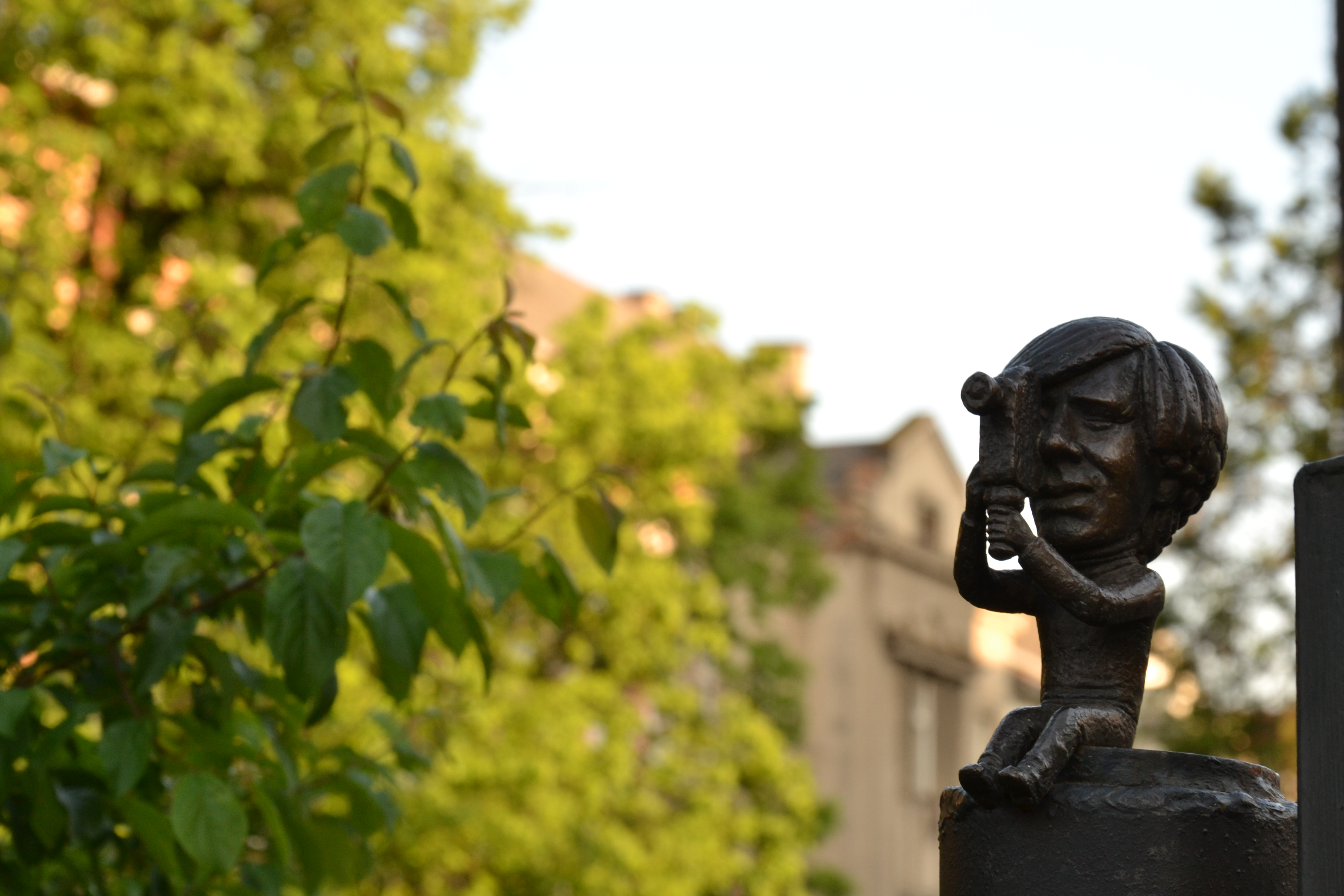
10) Енді Ворхол, пл. Жупанатська, 3, на огорожі Закарпатського художнього музею ім. Бокшая
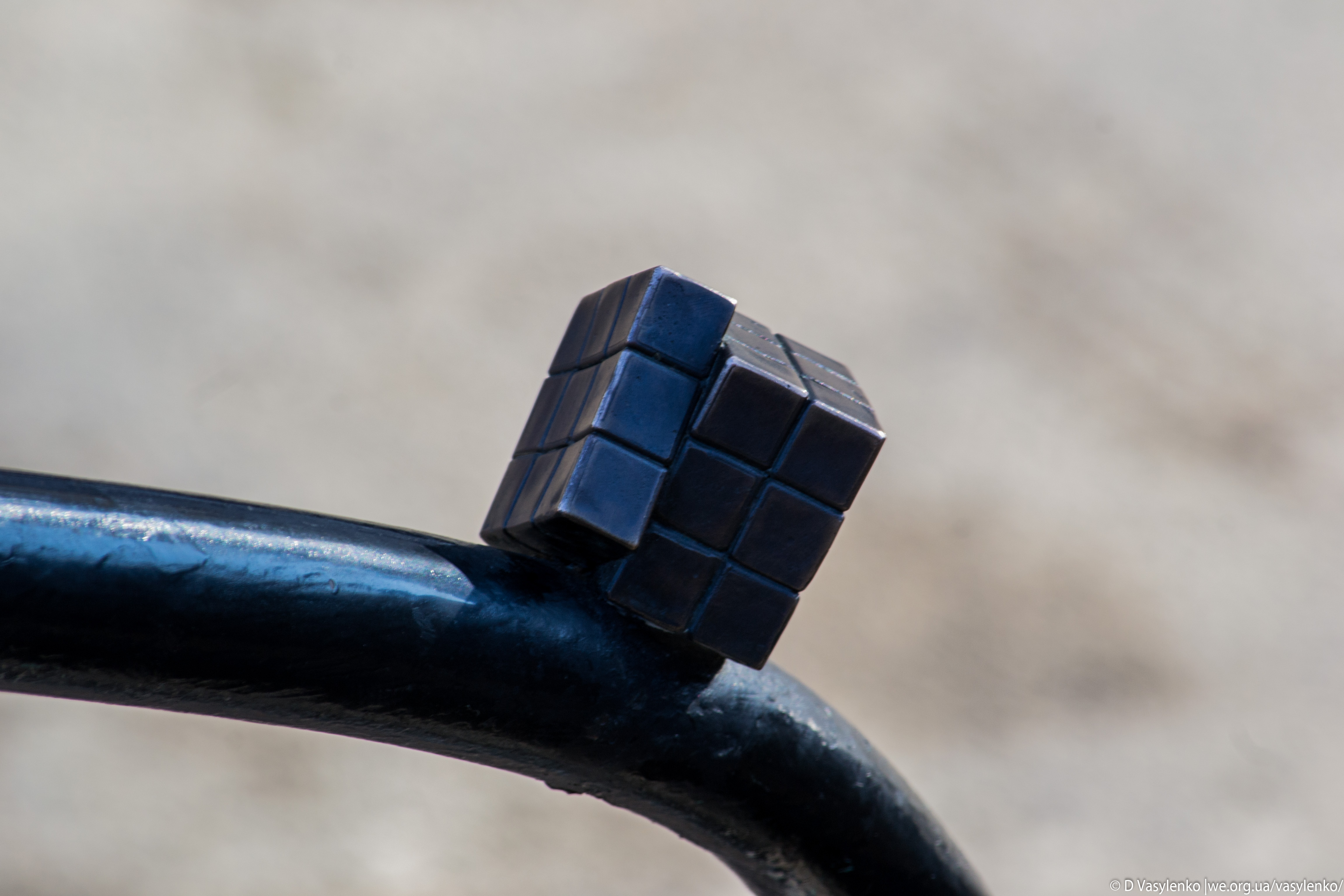
11) Кубик Рубіка
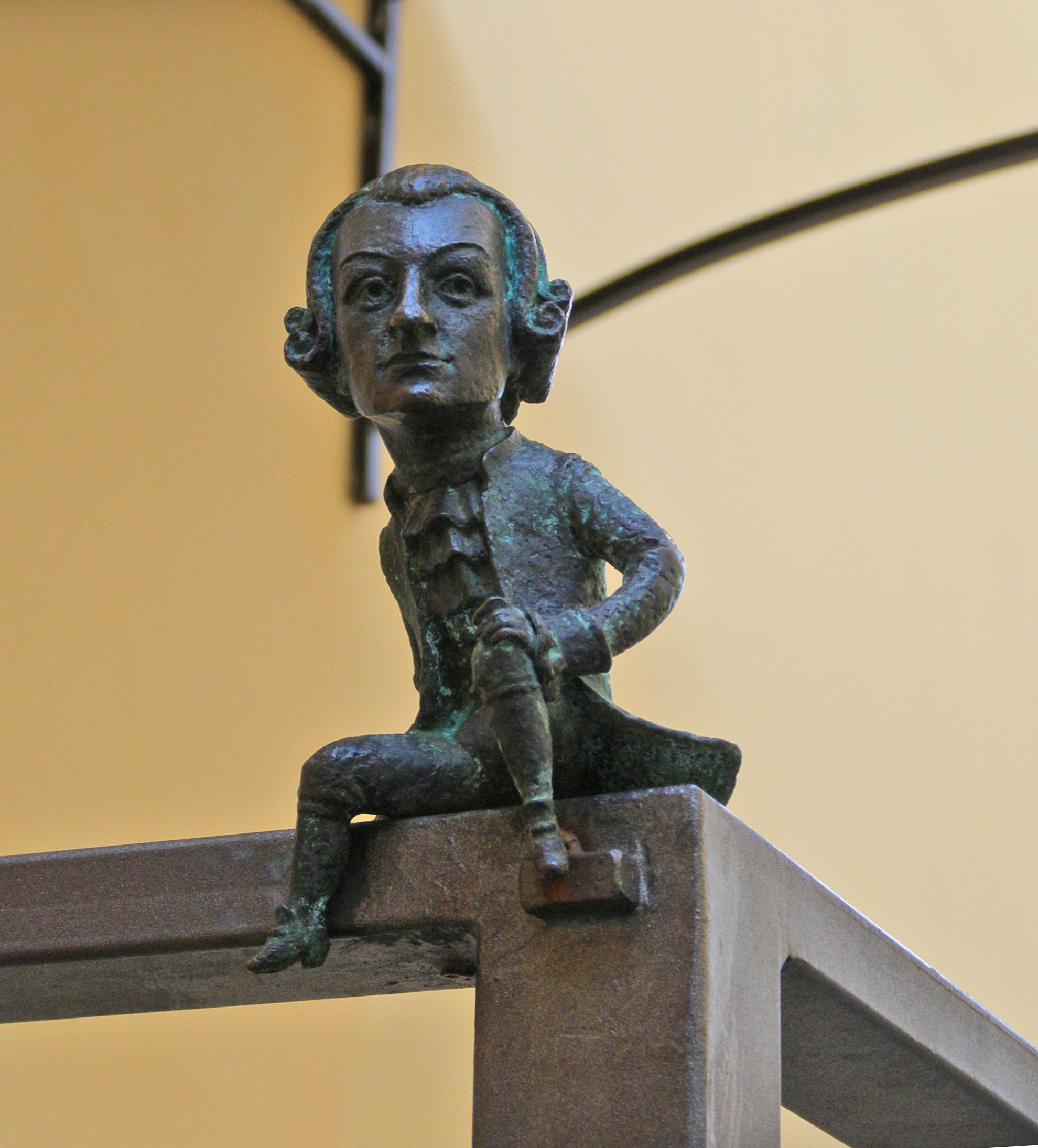
12) Моцарт, на сходах у внутрішньому дворику музичної школи ім. П. Чайковського по вул. Волошина, 11
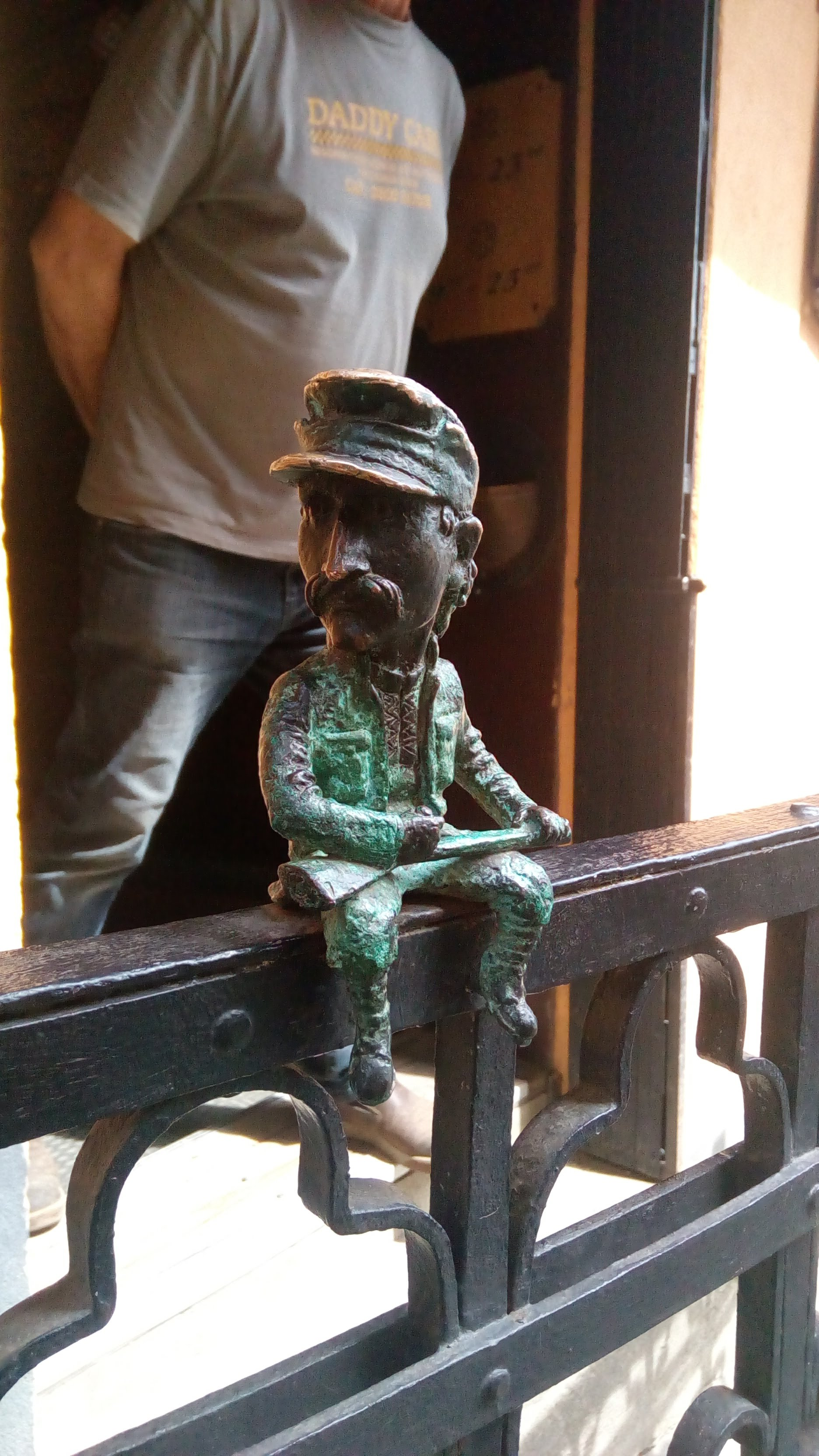
13) Микола Шугай, вул. Івана Ольбрахта, 2
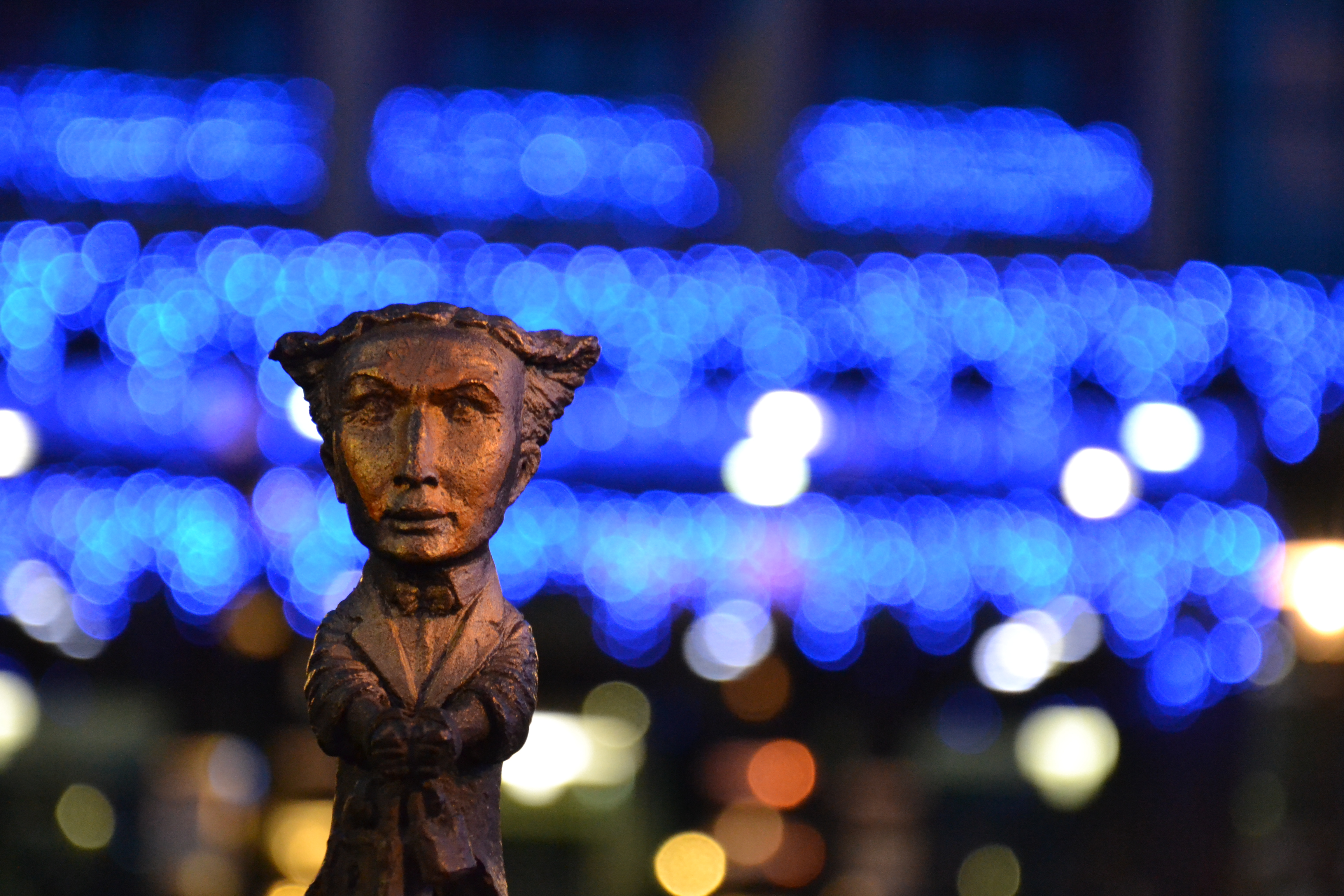
15) Гаррі Гудіні, площа Богдана Хмельницького, 2, перед входом до готелю «Ужгород»
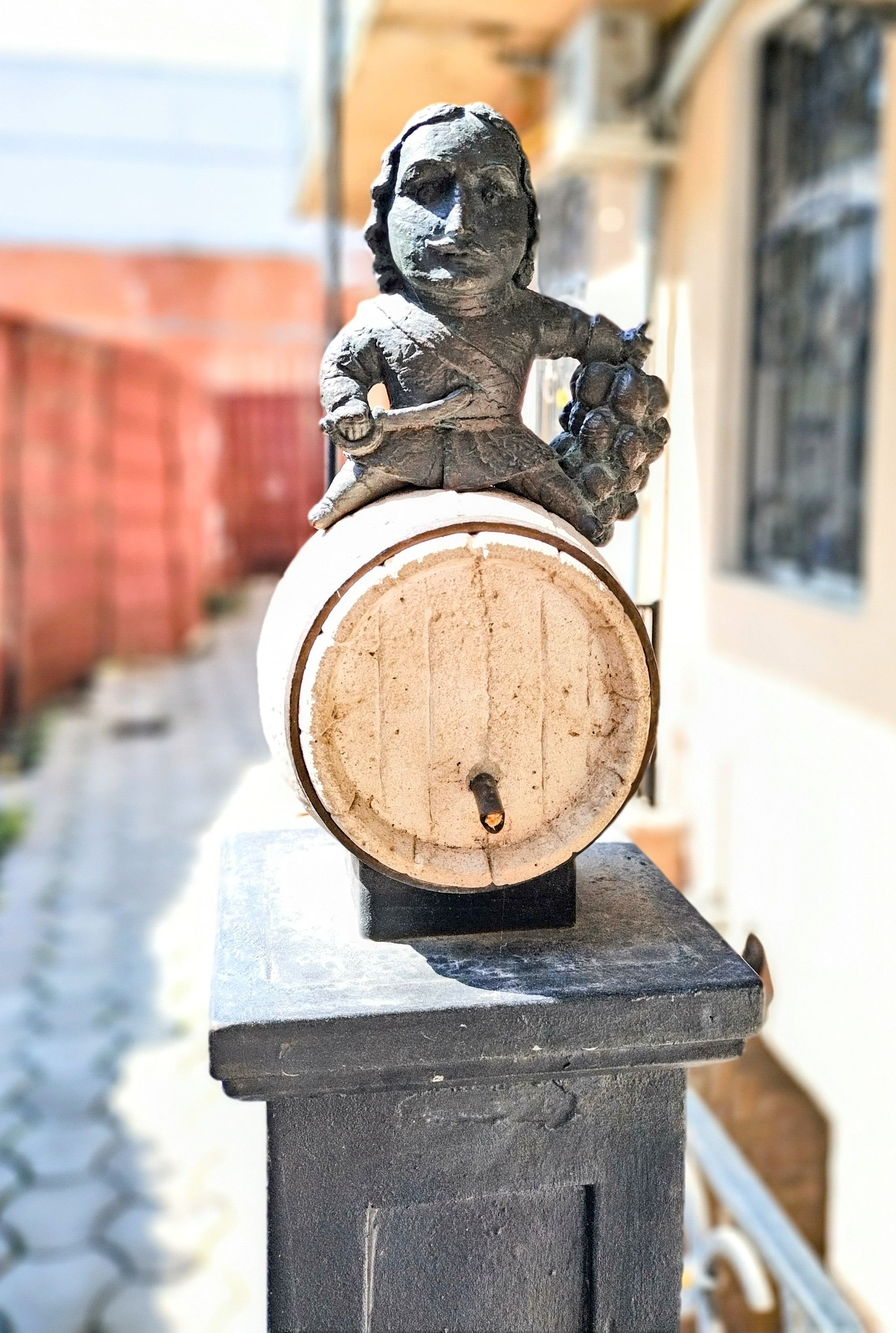
20) Пам'ятник виноробству
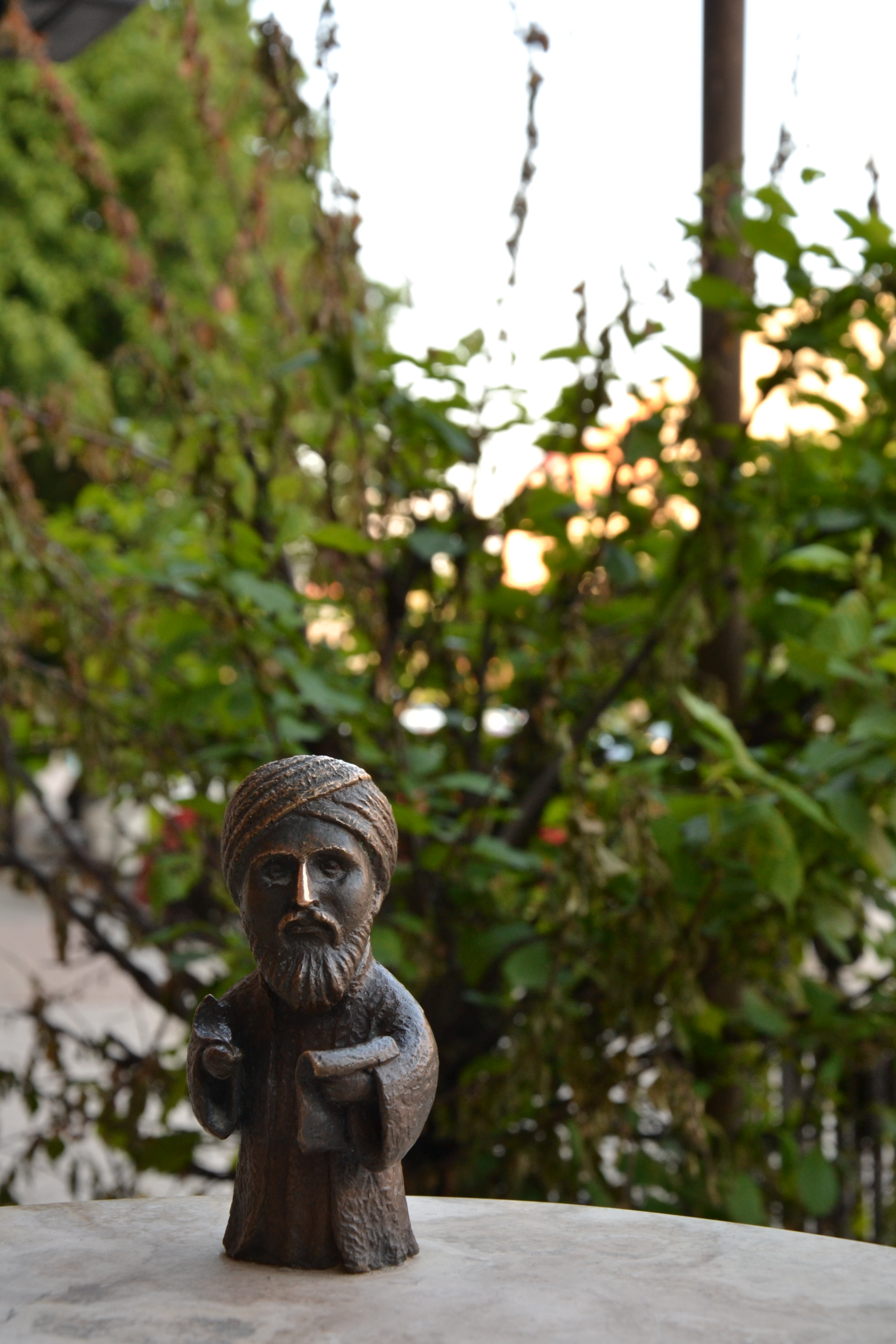
21) Мухаммед аль-Ідрісі, площа Корятовича, 1, на столі, напроти книжкового магазину «Кобзар»
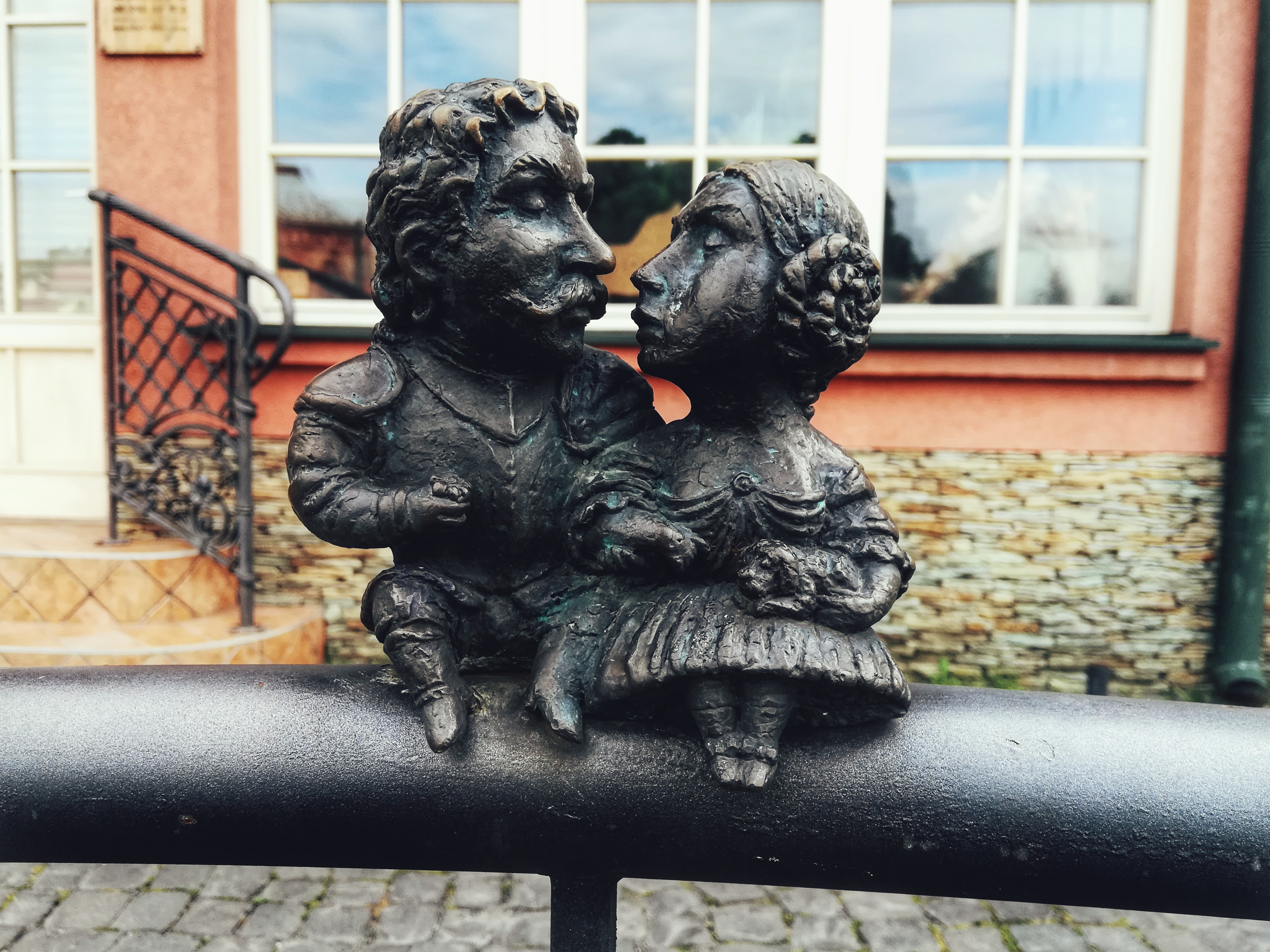
22) Граф Міклош Берчені та його дружина Крістіна Чакі
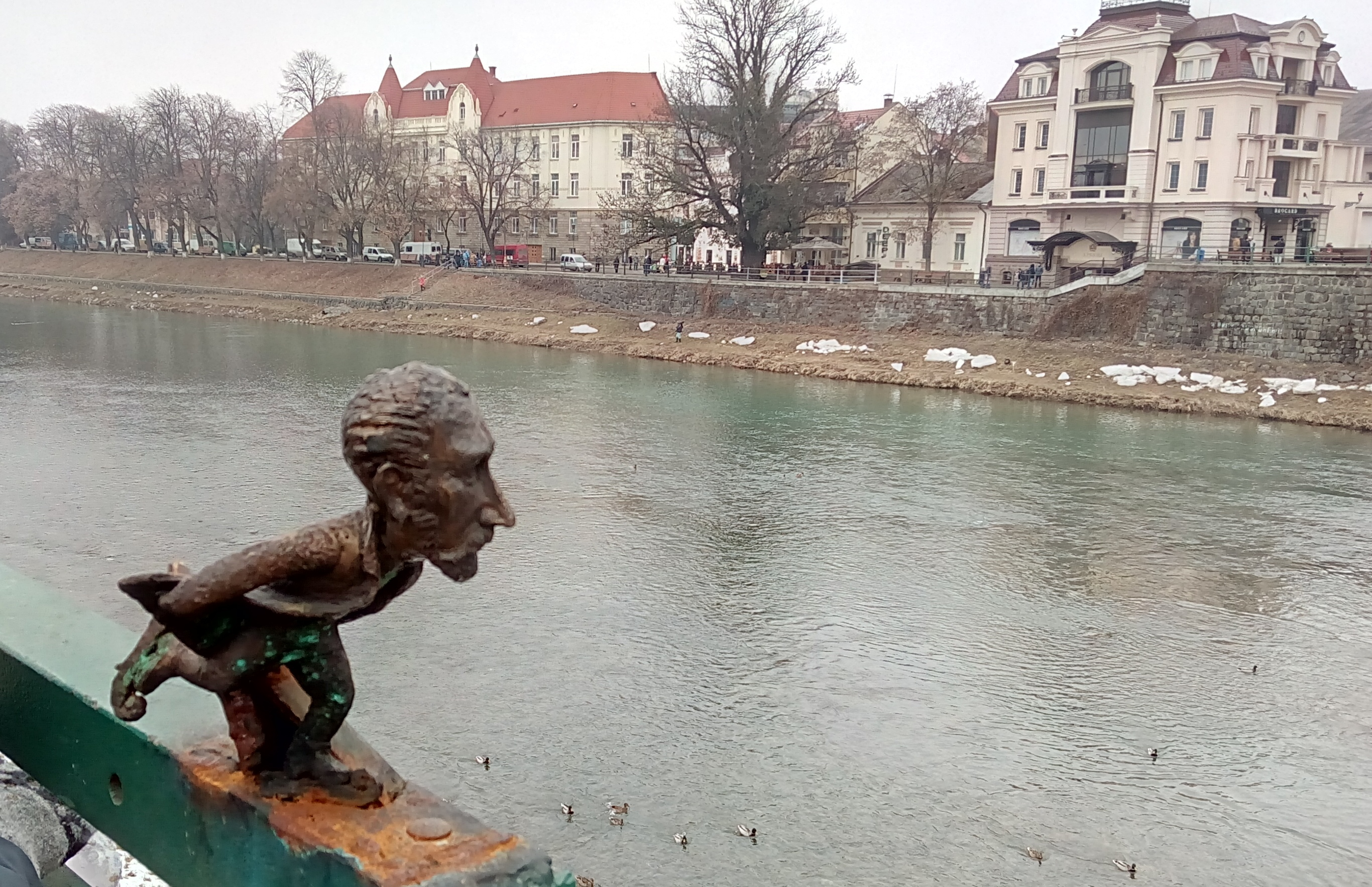
23) Тіводар Чонтварі, Православна набережна,  відразу біля пішохідного мосту
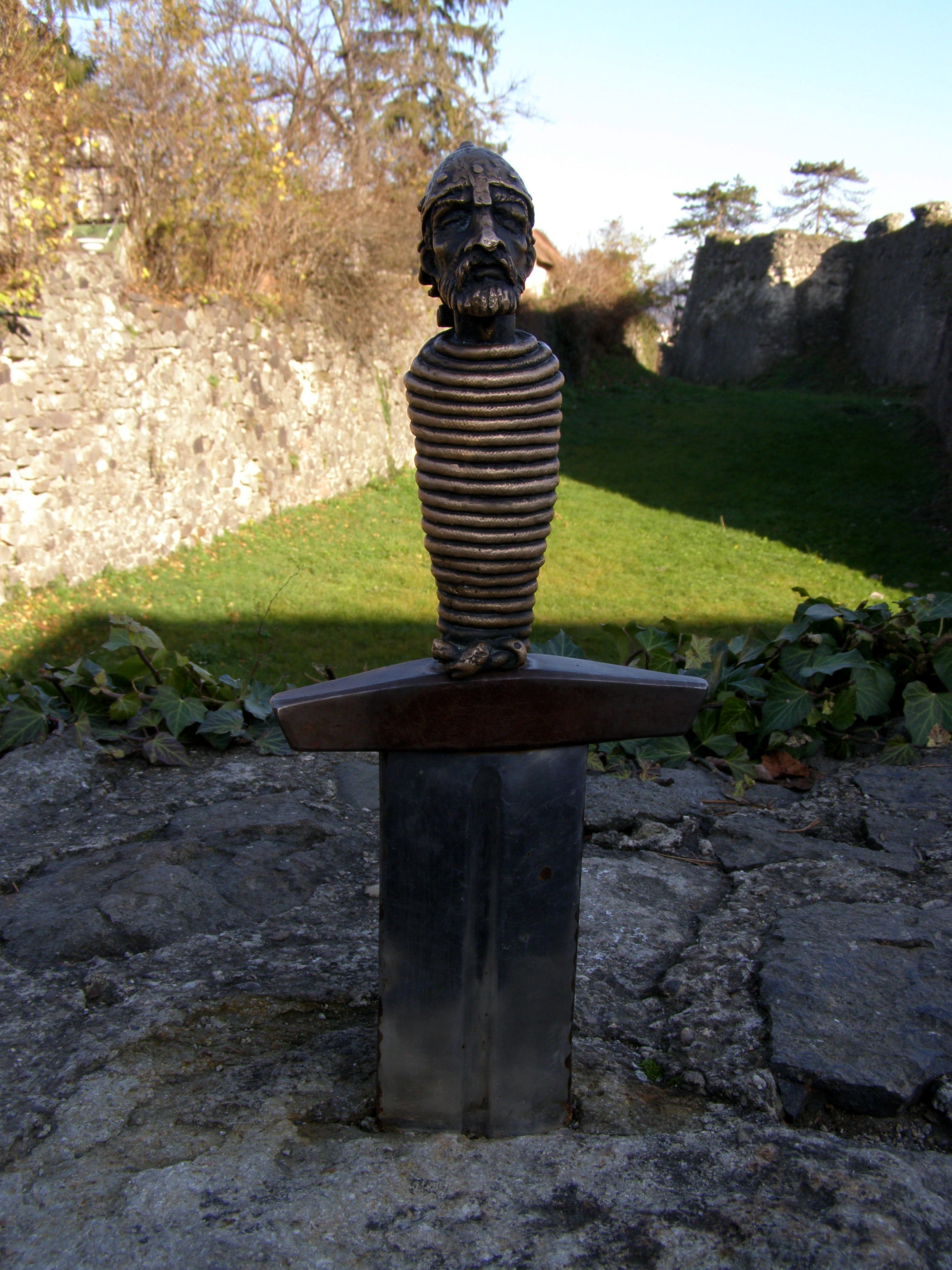
24) Князь Лаборець на мечі, на кам'яному мурі Ужгородського замку по вул. Капітульна, 33
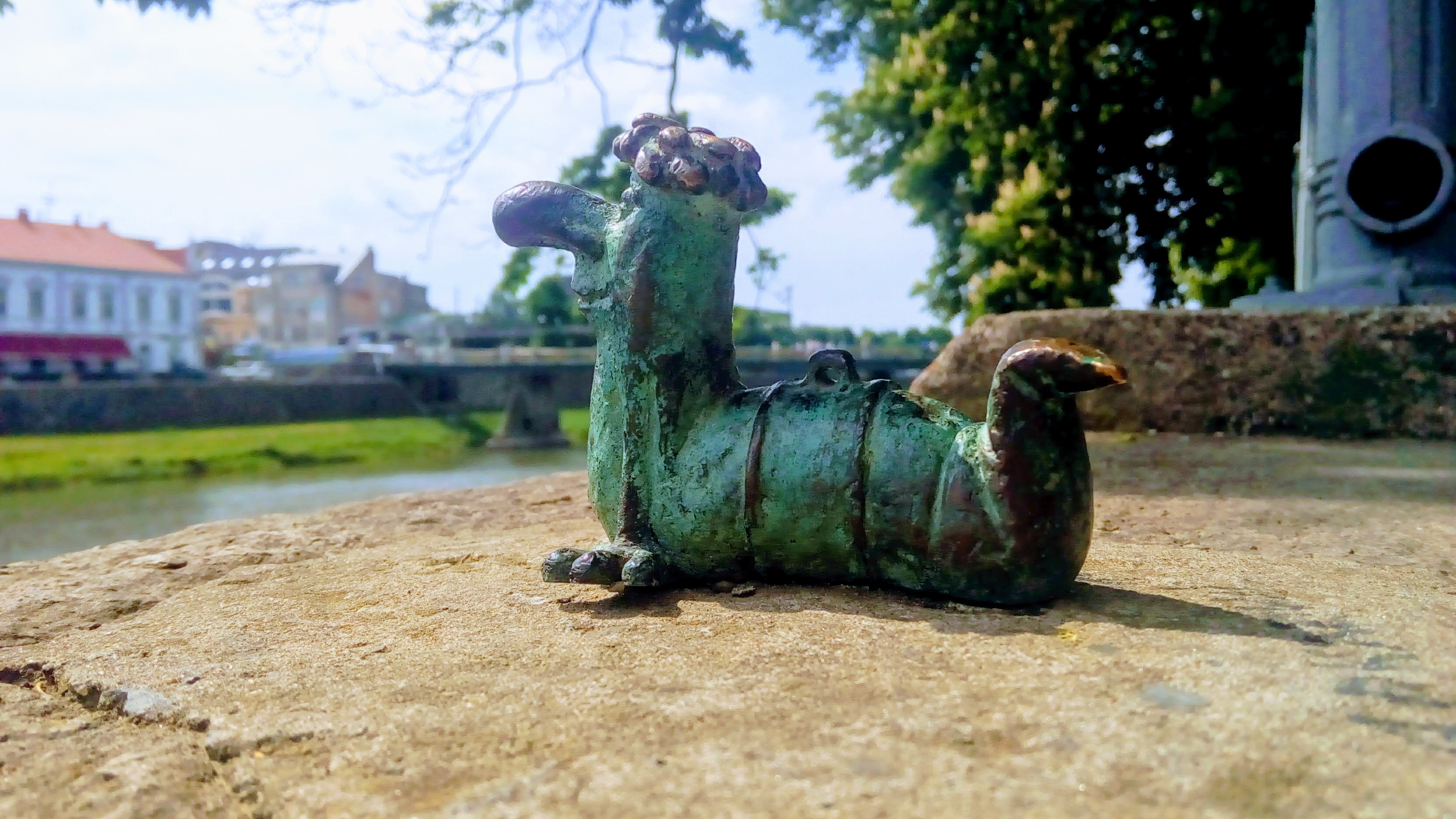
26) Кукоц, Ботанічна набережна
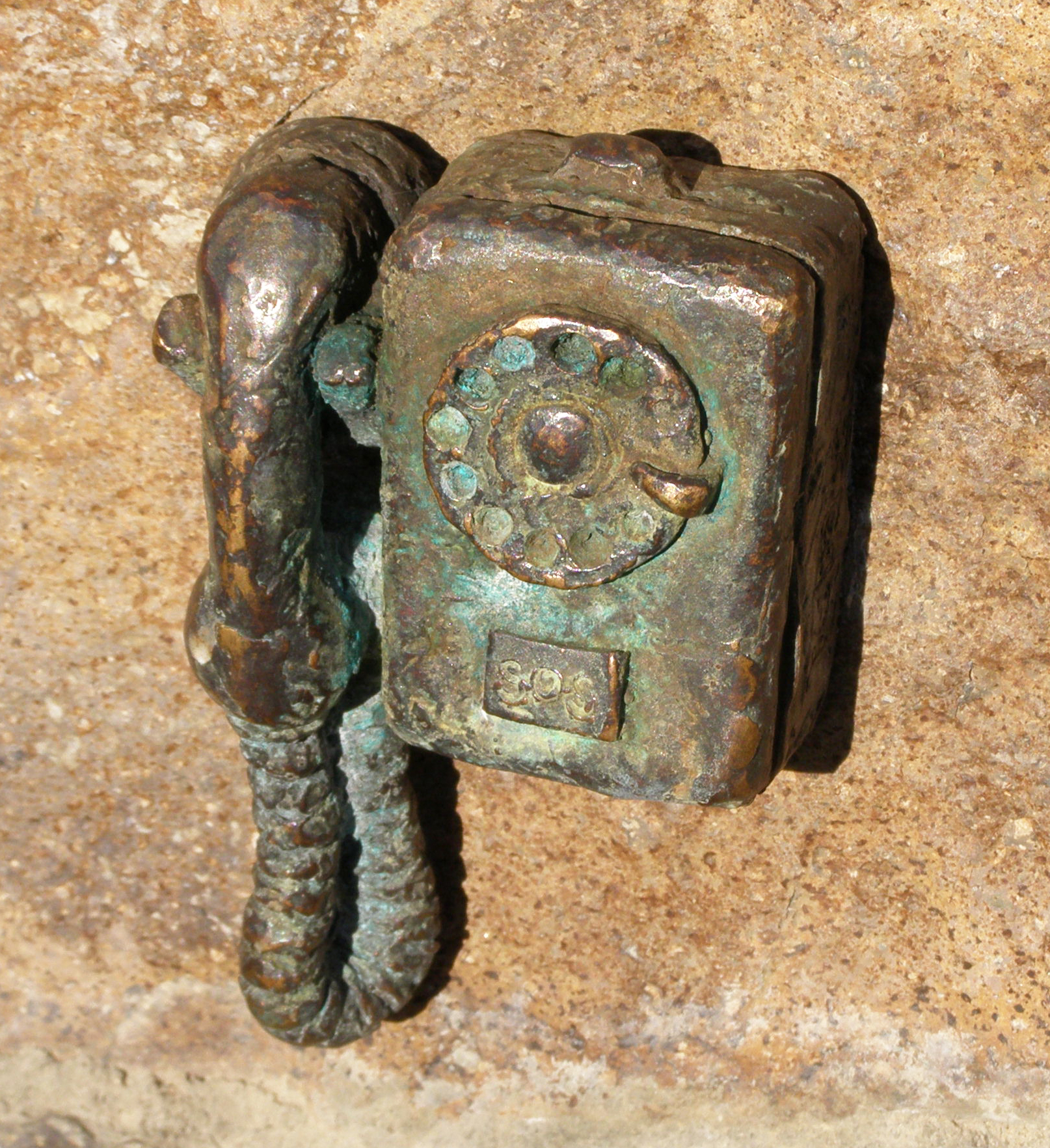
28) Hallom, площа Поштова, біля сходів
40) Міні-скульптура «Воїни АТО»
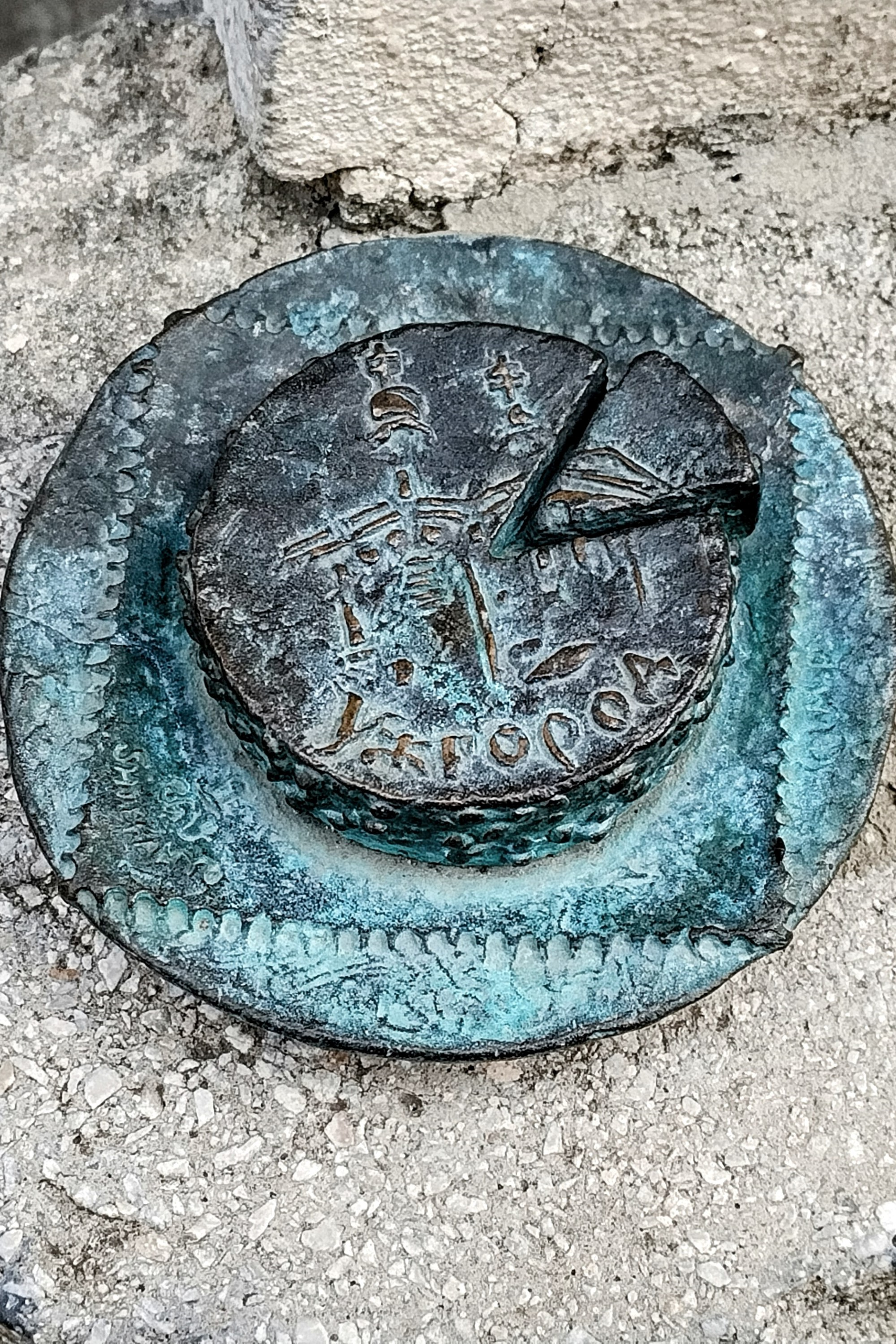
50) Торт "Ужгород", на розі вул. А. Волошина і Театральній площі біля Ужгородського національного університету
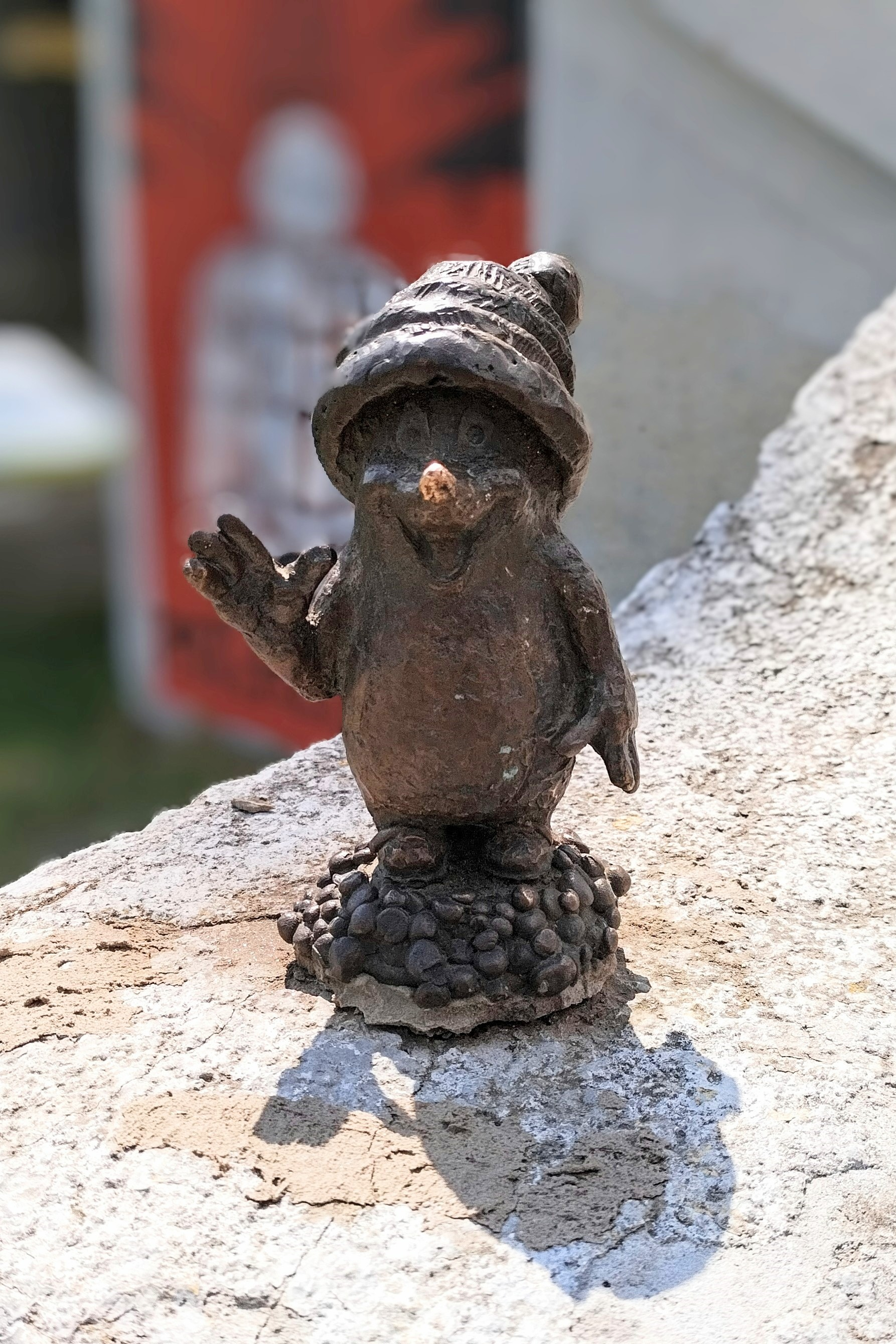
51) Кротик, біля сходів на міст Томаша Масарика

## Зниклі пам'ятники
Пам'ятник Яношу Другету — 2 роки в місті 
Найменше часу з усіх втрачених пам'ятників в Ужгороді простояв металевий Янош І Другет. Янош був першим із Другетів, кому угорський король подарував Ужанщину разом з Ужгородом, зробивши його ужанським наджупаном. Тому не дивно, що саме його постать угорська влада вирішила вшанувати пам'ятником після свого повернення у 1938-му.
Урочисте відкриття пам'ятника, за розвідками історика Йосипа Кобаля, відбулося 27 червня 1943 року. Встановили його на сучасній площі Гренджі-Донського, на місці нинішньої проїжджої частини десь між будівлями «Просвіти», хімфаком УжНУ та церквою адвентистів. Єдине зображення пам'ятника знайшлося в архіві іншого краєзнавця — Юрія Туряниці. З нього видно, що статуя Яноша Другета була виконана у повний зріст і стояла на постаменті. Одягнений Янош Другет був у військові лати з плащем, на голові, схоже, мав корону. У руках тримав меч і книжку, а погрозливий погляд кидав кудись у бік нинішньої ЗОШ № 2. На світлині добре видно, що спиною пам'ятник стояв до вулиці Мирного та житлового будинку, на якому нині висить меморіальна дошка Гренджі-Донському.
Достеменних відомостей про демонтаж пам'ятника Яношу Другету знайти не вдалося. Кажуть, що зняли його одразу по закінченні війни, у 1945-му. Що ж сталося із ним далі — інформації немає.
Пам'ятник Мирославу Тиршу — 6 років у місті
Мирослав Тирш був чеським громадським діячем, котрий у 1862 році, задля поширення фізкультури, заснував у Празі товариство «Сокіл». Пізніше організації «Сокола» були створені у дуже багатьох містах Австро-Угорщини, був свій «Сокіл» і в Ужгороді.
За часів Чехословаччини постать Мирослава Тирша дуже шанували. В Ужгороді була навіть Тиршова площа (нині — площа Пушкіна), посеред якої стояла скромна стела — пам'ятник Мирославу Тиршу. Власне, стояв він там недовго, всього 6 років. Угорська влада демонтувала його наприкінці 1938-го, оскільки «Сокіл» вважався також і одним з центрів патріотичного руху національного відродження слов'янських народів Австро-Угорщини.
Пам'ятник Томашу Масарику — 10 років у місті
Досить довго, порівняно з іншими міськими «політичними» пам'ятниками, простояв на нинішній площі Петефі монумент зі статуєю Томаша Масарика. Президентові Чехословаччини в Ужгороді поставили пам'ятник ще за його життя — на честь святкування 10-ліття республіки. Сталося це 28 жовтня 1928 року. До того Ужгород ще не мав таких великих пам'ятників. Кажуть, бронзова скульптура була заввишки 3 метри, до того ж стояла на 4-метровому постаменті. Гігантське зображення Масарика було видно з усіх куточків тодішньої Масарикової площі. Власне, на той час ця площа була чи не єдиною в Ужгороді, якій би пасував пам'ятник таких розмірів. Це була робота скульптора Олени Мондич.
Після того, як Ужгород у 1938-му знову відійшов до Угорщини, Масарика з площі, названої його іменем, забрали. Є версія, що демонтувати пам'ятник встигла ще чехословацька влада міста, після чого монумент вивезли до Словаччини, а далі до Чехії, аби вберегти від руйнування. Однак врятувати його так і не змогли, є дані, що у 70-х, за вказівкою комуністичної влади Чехословаччини, пам'ятник переплавили на сталеплавильному комбінаті в м. Простейові.
Пам'ятник Йосипу Сталіну — близько 10-ти років у місті
На місці пам'ятника Масарику, на сучасній площі Петефі, у радянські часи стояв інший монумент — пам'ятник Йосипу Сталіну. Точної дати його встановлення знайти не змогли, старожили ж кажуть, що Сталін на площі з'явився приблизно у 1946-му чи трохи пізніше. Припускають також, що постамент для пам'ятника генсеку використали ще залишений від Масарика. Світлину із зображенням монументу була у газеті «Советское Закарпатье» за березень 1953 року. На ній видно і сам пам'ятник (Сталін був зображений у військовій формі, поза ж його нагадувала вітальний рух комусь назустріч), і велику кількість людей, котрі 9 березня 1953-го, у день поховання Сталіна, прийшли з квітами до пам'ятника.
Дата демонтажу невідома, за спогадами ужгородців, це сталося одразу після розвінчання культу Сталіна у 1956-му. Обласні газети чомусь не подали про демонтаж і його причини ніякої інформації. Що сталося з монументом і постаментом далі — невідомо.
Пам'ятник Леніну — 46 років у місті
В період панування Радянської влади на Закарпатті, центральною площею області була площа Леніна (сьогодні Народна), де був розташований будинок Народної ради (будівля Земського уряду, будівництво у 1932—1934 рр. чеським архітектором А. Крупкою на пл. Бескида, витрачено 150 млн крон), в мікрорайоні Малий Галагов, на правому березі річки Уж. При його урочистому відкритті, пам'ятник Леніну в Ужгороді на постаменті була гіпсова копія, через деякий час, під покровом ночі, її замінили на бронзову.
В період Незалежності України, Ужгодська міська рада у 1991 році, однією з перших в Україні вирішила його демонтувати.
Пам'ятник загиблим солдатам на вулиці Другетів
До 15 березня 1940-го року в місті вирішили відкрити новий пам'ятник, присвячений він мав бути усім солдатам, які загинули в Карпатах з 1914-го по 1939-й роки, тобто, на фронті Першої світової війни та в боях з Карпатською Україною. Його автором став один із найперспективніших молодих скульпторів Угорщини — Імре Ошват, який на той час був командиром роти ужгородського піхотного полку.
У газетах тих часів локацію для пам'ятника описували просто — «навпроти казарм» (на нинішній вулиці Другетів (тоді — Доманинській). Можна припустити, що встановили пам'ятник на території між нинішніми вулицями Заводською та Айвазовського, там, де колись стояли старі бараки військового містечка. Як виглядав той пам'ятник? За описом газет, то була величезна п'ятиметрова стела з каменю, перед якою на постаменті стояла скульптура гонведа.
Нині від нього, звісно, не залишилося і сліду. Невідомо, коли саме його знищили і за яких обставин це відбувалося, хто саме це робив, і куди поділи залишки монументу.
В Ужгороді були й інші пам'ятники, котрі стояли недовго, однак їхніх фотографій знайти не вдалося. Відомо, що погруддя Добрянського зліва від входу до Жупанату простояло 11 років, з 1928-го по 1939-й, аж поки група проугорськи налаштованих містян не знесла його з площі вниз до річки, куди й викинула. Можливо бюст десь досі лежить на дні Ужа, а, може, хтось із ужгородців витягнув його, аби зберегти.
Також згадують старожили про пам'ятну стелу, яку вінчала угорська корона. Знаходилася вона в угорські часи у Партерному скверику позаду будівлі ОДА, однак докладніших відомостей про немає. Подейкують також, що між Масариком і Сталіним, в так званий угорський період, на постаменті на сучасній площі Петефі стояв пам'ятник Міклошу Горті, однак точних підтверджень цьому також немає.
| Фото                                                | Назва                                               | Розташування                                                                                                 | Інформація про пам'ятник |
| --------------------------------------------------- | --------------------------------------------------- | --- | --- |
|                                                     | Бюст Олександру Пушкіну                             | Площа Пушкіна                                                                                                | Бюст російському поетові О. С. Пушкіну встановлено в центральній частині міста на однойменній площі у 1979 році. У 1978 році в Ужгороді було оголошено конкурс на виготовлення пам'ятника Олександру Пушкіну. Авторами проєкту були обрані місцеві скульптори Михайло Попович, Костянтин Лозовий, Михайло Санич, архітектор Володимир Лезу. Через рік пам'ятник виготовили на місцевому підприємстві із залізобетону. Згодом влада визначила місце для його установки. Пам'ятник виготовлений у вигляді погруддя на високому квадратному мармуровому постаменті зі стилобатом, де викарбувано «А. Пушкину». На території навколо пам'ятника облаштували невеликий за площею газон, захистивши його масивними кам'яними стовпчиками з декоративними металевими ланцюгами. Демонтований у квітні 2022 року. |
| Пам'ятник радянським воїнам «Україна –визволителям» | Пам'ятник радянським воїнам «Україна –визволителям» | На північно–західній околиці міста, поблизу Державного кордону між Словаччиною та Україною. Вул. Собранецька | Пам'ятник був відкритий до 25-річчя перемоги над фашистською Німеччиною на мітингу 8 травня 1970 р. Вершину найбільшого пагорба вінчає велична бронзова, 11-метрова фігура солдата радянської армії зі зброєю та прапором у руках, яка встановлена на самому краю західного кордону України і символізує непорушність території держави. Величезна кам'яна плита повідомляє: «Тут були завершені бої радянських військ за визволення Української РСР від німецько-фашистських загарбників у роки Великої Вітчизняної війни». Скульптори — Іван Степанович Зноба (1903—1990) і Валентин Зноба (1929—2006), архітектори — О. К. Стукалов та А. О. Сніцарєв. |